# ロシア・ポーランド戦争 (1605年-1618年)

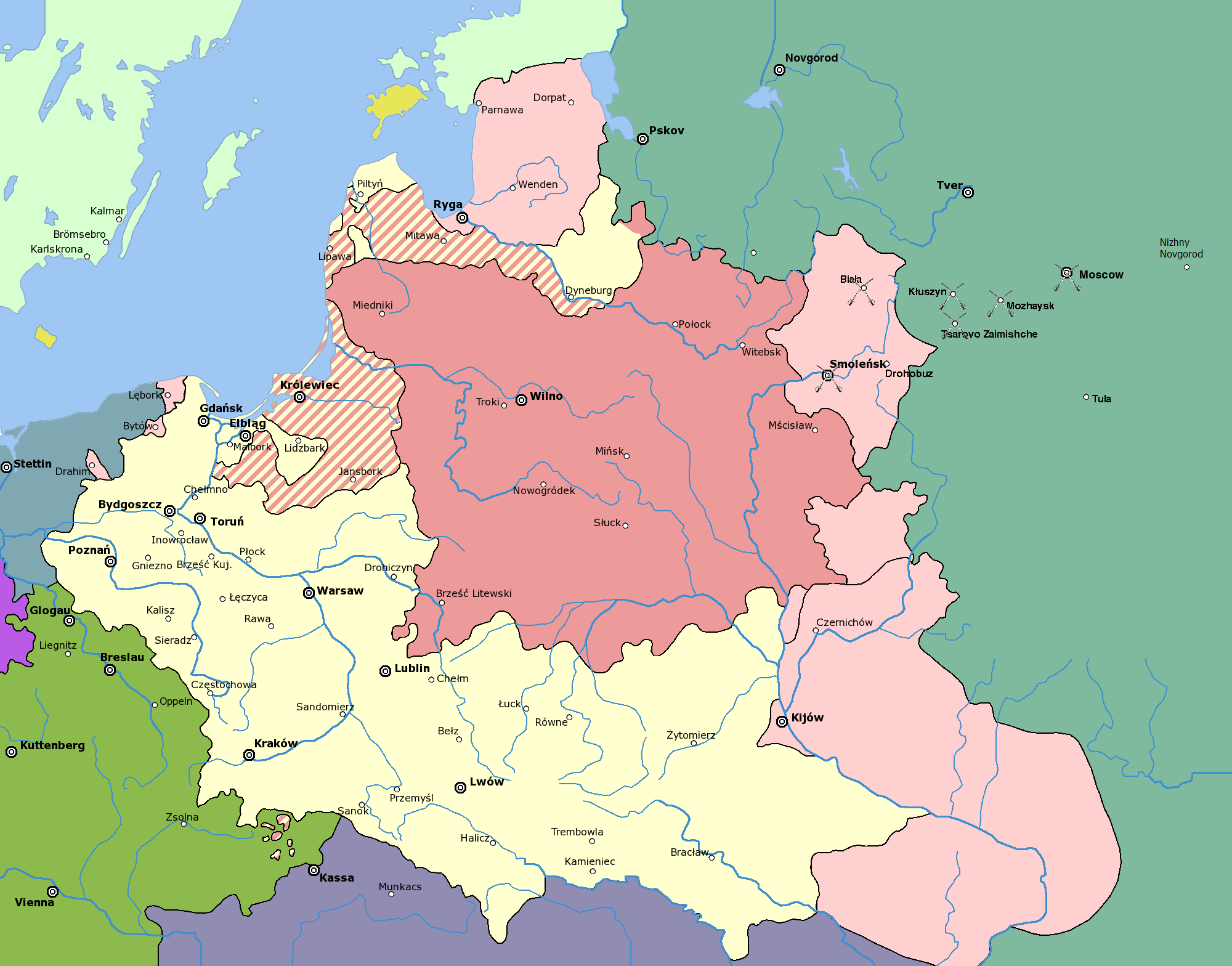
ロシア・ポーランド戦争時の各国領土と主な戦場の地図。リトアニアは赤、ポーランドが黄色、その属国が斜線。ロシアは緑、スウェーデンは薄緑

ロシア・ポーランド戦争 (Polish-Muscovite War) は17世紀初頭（1605年から1618年）にロシア（モスクワ国家、ロシア・ツァーリ国）で起こった一連の戦争である。
モスクワ国家が「動乱時代」（大動乱、スムータ）と呼ばれる無政府状態に陥り内戦で引き裂かれた時期、ポーランド・リトアニア共和国の貴族階級であるマグナートたちが率いる私兵と傭兵がロシアに東進し、内戦に介入し始めた。
その戦況は何度も変化した。当初、1609年までポーランド・リトアニア共和国はロシアと公式な戦争状態になっておらず、ロシア内部のさまざまな武装勢力がポーランドやその他の国の武装勢力を味方につけながら相互に戦っている状態であった。スウェーデン（ヴァーサ朝）も大動乱に介入し、ロシアとの間でイングリア戦争（1610年 - 1617年）を戦い、ロシアの味方に回ったり敵に回ったりした。スウェーデンがロシアに味方したことにより、スウェーデンのヴァーサ朝を敵視するポーランド・リトアニア共和国の国王ジグムント3世が自ら軍を率いてロシアに侵攻し、ついにはモスクワに入城することになる。
ポーランド・ロシア双方の戦争目的も、小規模な国境争いから、ロシアの正統なツァーリを僭称する者をポーランドが後押ししてロシアのツァーリに即位させようとする画策、ポーランド主導でポーランド・リトアニアとロシアの連合国家を作ろうという野望まで、次々と変わった。

## 概要
戦争は大きく4段階に分かれる。第1段階では、ロシアのボヤーレ（ボヤーリン、貴族）たちの要請を受けたポーランド・リトアニア共和国のシュラフタ（貴族）の一部が、大動乱中のロシアの弱みにつけこんで内戦に介入しようとして、当時のツァーリであるボリス・ゴドゥノフやヴァシーリー・シュイスキーに対抗して僭称者・偽ドミトリー1世を押し立ててロシアに侵入した。この時点ではポーランド王ジグムント3世（ヴァーサ朝）は公式には戦争に関わっていなかった。ポーランド勢力侵入の第一波は1605年に始まり、1606年に偽ドミトリー1世の死をもって終わった。
偽ドミトリー2世を先頭にポーランドが再度ロシアへ侵入した第2段階は1607年から1609年まで続き、これに対して1609年にはロシアのツァーリ・ヴァシーリー・シュイスキーはスウェーデンと同盟を組んだ。ヴァーサ朝のスウェーデンの介入を聞いた同じヴァーサ朝のポーランド王ジグムント3世は、スウェーデンと戦うために公式にロシア介入を決意し、ポーランド・リトアニア共和国はロシアに正式に宣戦布告した。これ以後が第3段階である。ポーランドはスウェーデンの同盟国ロシアを弱めることでスウェーデンから領土の譲歩を得ようとしていた。

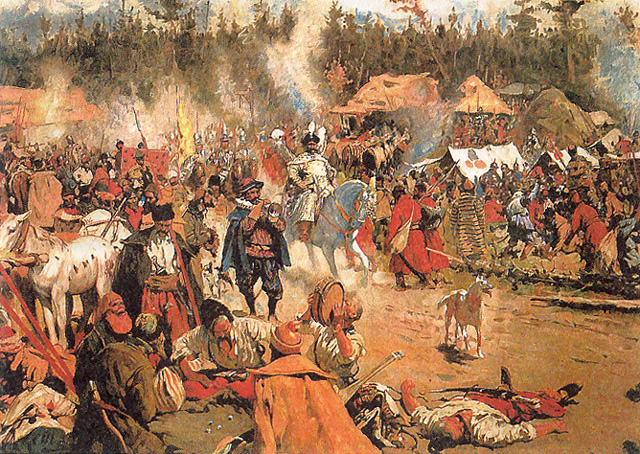
『大動乱』 セルゲイ・ヴァシリエヴィチ・イワノフ画。偽ドミトリー2世がモスクワ近郊のトゥシノに築いた陣営

緒戦では、ポーランド・リトアニア共和国の軍は数で勝るロシア軍に対してクルシノの戦いで勝利し、ポーランド軍は1610年には首都モスクワへ入城した。ジグムント3世の息子ヴワディスワフがツァーリに選出され戴冠したが、直後ジグムント3世は自らロシアのツァーリになろうと画策した。この事態に、宗教的に穏健なヴワディスワフを受け入れようとした親ポーランド派のボヤーレたちも疎外感を味わい、カトリックのロシア正教会に対する優位を主張するジグムント3世に反発した。こうしてロシアの親ポーランド派勢力は消滅し、1611年には戦いが再開した。
ポーランド軍は1609年から攻城戦にかかっていた重要都市スモレンスクを陥落させ、スウェーデン軍がノヴゴロドを陥落させるなどロシアは追いつめられ内部対立まで激化したものの、商人のクジマ・ミーニンと公爵ドミトリー・ポジャルスキーが決起を呼びかけ、彼らの結成した国民軍により1612年にモスクワはポーランド軍から解放された。翌1613年にはミハイル・ロマノフがツァーリに選出されロマノフ朝が始まった。
しかしポーランド・リトアニア共和国側にも、ロシア側にも内憂があり、第4段階の1612年から1617年の間は大きな戦闘は起こらなかった。1617年にはジグムント3世は最後のロシア征服の企てを行ったものの失敗した。スウェーデンは1617年に講和してロシアからバルト海への出口であるイングリアを奪いバルト海を取り巻くバルト帝国を完成させた。1618年にはロシア・ポーランド間の戦争は「デウリノの休戦」で終結した。両国は14年半の休戦を約束した。ポーランドはスモレンスク、チェルニゴフ（チェルニヒフ）などの占領地をそのまま自国領土として確定したものの、ロシアはポーランドの影響から脱し独立を守ることができた。
この戦いはロシア人の民族意識や宗教意識に大きな影響を与えた。事態収拾に動いたロシア正教会の権威は高まり、ミーニンとポジャルスキーはじめ外国軍に抗戦した者たちは英雄として称えられた。休戦期間後、ロシアはポーランドへの戦争を再開し、1667年にはスモレンスクを回復し、後に「大洪水時代」のポーランドの内政混乱に介入するに至った。

## 呼称
この戦争は様々な名で呼ばれる。一般的にはロシア・ポーランド戦争 (Russo-Polish War) であり、モスクワ大公国あるいはモスクワ国家の代わりにロシア・ツァーリ国の国名を用いている。
ポーランド史では、この戦乱期は一般に「Dymitriady」と呼ばれ、偽ドミトリー1世を擁立した「I Dymitriada」（1605年 - 1606年）、偽ドミトリー2世を擁立した「II Dymitriada」（1607年 - 1609年）、ポーランドが正式に宣戦した後の「Wojna polsko-rosyjska」（ポーランド・ロシア戦争、1609年 - 1618年）に分かれる。
ロシア史では、この戦争は「大動乱」（スムータ）の一部をなしている。ポーランド軍との戦争は「ポーランドの侵入」「ポーランドの介入」などと呼ばれ「17世紀初頭のポーランドによる介入」と詳述する場合もある。

## 戦争への序章

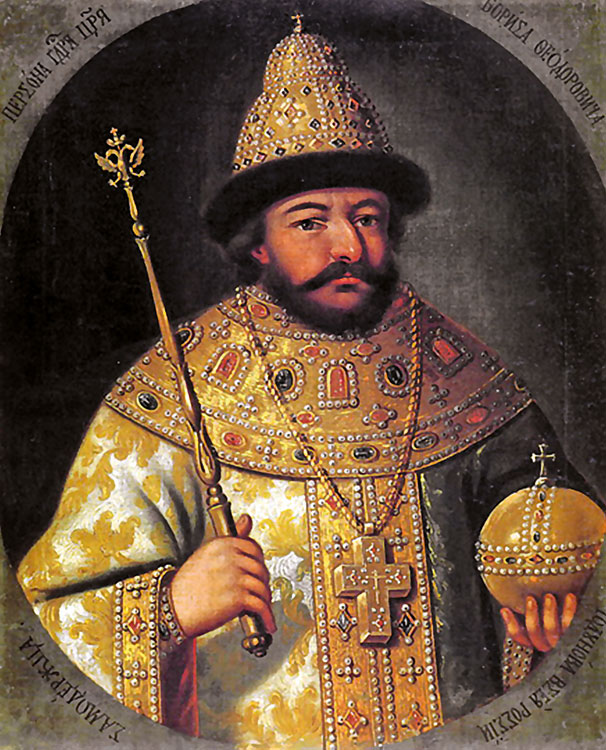
ボリス・ゴドゥノフ

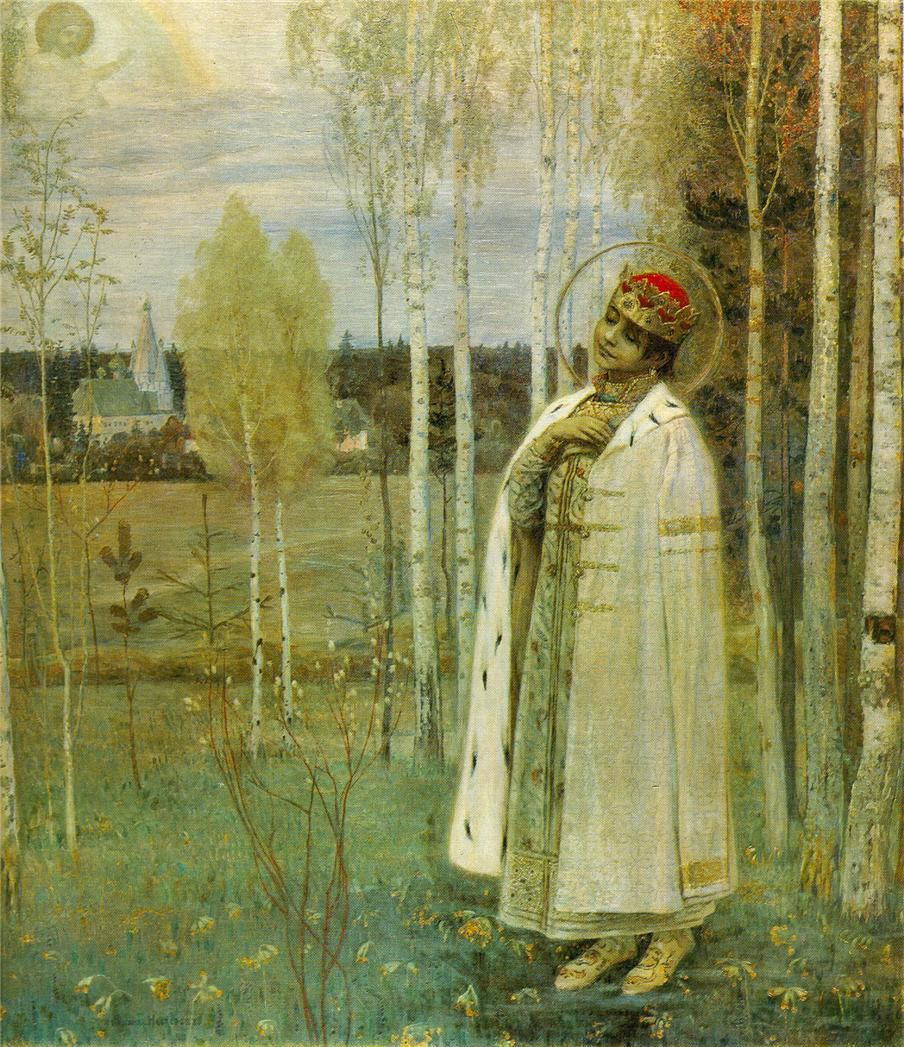
ドミトリー・イヴァノヴィチ。分領のウグリチで10歳で殺された。（ミハイル・ネステロフ画）

16世紀末から17世紀初頭にかけ、ロシアはかつてない政治的・経済的危機にあった。ツァーリ・イヴァン4世（雷帝）が1584年に没し、その息子で次のツァーリとなったフョードル1世には知的障害があり子に恵まれず、イヴァン4世のもう一人の息子ドミトリー・イヴァノヴィチが1591年に謎の死を遂げて以後、様々な勢力がツァーリの位を巡って争った。1598年、フョードル1世は没して長らく続いたリューリク朝は断絶し、その摂政ボリス・ゴドゥノフが自ら全ロシアのツァーリとなった。ボリス・ゴドゥノフ自身はどちらかというと穏健で善意の政策をとったものの、社会からの彼のツァーリとしての正統性を疑う見方や、そもそもリューリク朝断絶の理由となった皇太子ドミトリーの死自体がゴドゥノフの手によるものではないかという疑惑が、ゴドゥノフの統治の障害となった。ゴドゥノフは反対勢力を支配下に置こうとしたものの、彼らを完全に滅ぼそうとはしなかった。
1600年末、ポーランド・リトアニアからの外交使節団が、リトアニア大公国宰相のレフ・サピェハ（Lew Sapieha, レオナス・サピエガ）やポーランドの大貴族スタニスワフ・ヴァルシツキ (Stanisław Warszycki) らに率いられモスクワに到着し、ポーランド・リトアニア共和国とモスクワ国家との同盟（および将来の同君連合）を提案した。もしどちらかの国の君主が跡継ぎなく死んだ場合、もう一方の国の君主が両国の王となるというのが彼らの提案だった。しかし、ツァーリのゴドゥノフは同盟案を拒否し、リヴォニア戦争の休戦条約（ヤム・ザポルスキの和約）を1622年まで延長させた。
ポーランド王ジグムント3世や共和国のマグナート（大貴族）たちは、自国軍が小さく、国庫は空で、戦争が一般の支持を得られないことから、ロシアへの本格的侵攻が不可能であることはよく分かっていた。しかしロシアの情勢が悪化の一方であることから、ジグムントやマグナートたち、特にロシア国境付近に領土や兵を持つマグナートたちはロシアの弱体化と混乱から領地を拡大するなど何らかの利益を得る方法を模索していた。ちょうど同じ時期、内戦状態にうんざりしたロシアのボヤーレ（貴族）たちは事態を鎮めるべく周囲の国の助けを借りることを考えていた。
自らがツァーリとなるために支援を得ようとした貴族もいれば、西隣のポーランドの貴族たちの享受する選挙王政や二院制などの「黄金の自由」の民主主義体制に魅せられ、ポーランドの政治家の助けを借りてポーランドとの連合を組むことを考える貴族もいた。さらに、北隣のスウェーデンとの紐を深めようとした貴族もいたが、これがヤコブ・デ・ラ・ガーディエ (Jacob De la Gardie) 率いるスウェーデン軍のロシアへの導入（デ・ラ・ガーディエ戦役）と、彼らとロシアとの戦争（イングリア戦争）を招くこととなる。
今後のロシアについてポーランド・リトアニアと連合を組むべきだという意見の支持者は、ポーランドとリトアニアが制度的な連合を組んだルブリン合同と同じような連合を考えていた。彼らの構想では、ポーランド・リトアニア連合共和国とロシアは外交と軍事を共通化し、ロシア貴族にも住みたい場所に住む権利や土地資産を買う権利を与え、交易や交通の障壁を取り除き、単一通貨を導入し、ロシアにおける宗教の寛容化を進め（特に正教会以外の教会を建てる権利）、ボヤーレの子供たちを教育やアカデミーの発達したポーランドへ送るという将来が描かれていた。
しかし、こうした一方的な政策はロシアの人々に支持されなかった。多くのボヤーレが、カトリック教会が優勢なポーランド・リトアニアと連合を組めば、ロシア正教会の伝統が危機に瀕すると考え、ロシアの文化を脅かすあらゆること（とりわけ正教会の影響力を弱める政策、例えばポーランド人との通婚やポーランドの学校での教育など）に反対した。特に通婚やポーランドへの子弟派遣は、ポーランドの支配下に置かれた旧リトアニア領のルテニア地方で、正教会を奉じていたルテニア貴族たちが次第にポーランド化・カトリック化する事態を招いていたため警戒された。これはボヤーレたちの間におけるコスモポリタニズム（市民主義）とロシア・ナショナリズム（民族主義）の対立だったといえる。

## 第1の僭主

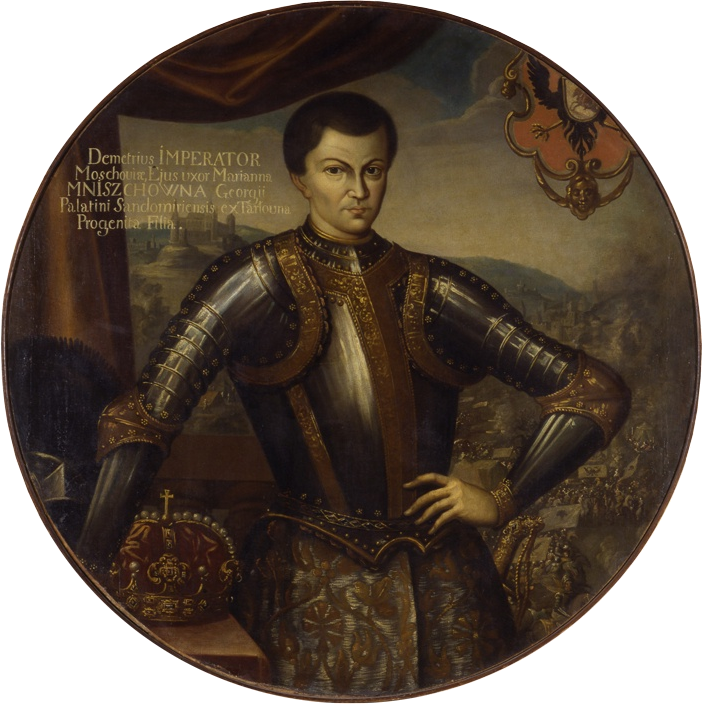
ポーランドで描かれた偽ドミトリー1世の肖像

ロシアでは1601年から1603年までロシア史でも最悪級の凶作と飢饉が起こり（ロシア大飢饉）、人口の3分の1にあたる200万人が死亡したとされる。農村では大量の餓死者が出て、難民が押し寄せた首都モスクワでもこの2年半の飢饉の間に12万人以上が埋葬された。ロシアの社会は飢饉によって崩壊の危機に瀕した。一方、1600年代のほとんどの時期ジグムント3世は、連合内の反乱者との内戦、ポーランドとの同君連合を解消しようとするスウェーデンとの戦い、モルダヴィアでの戦いなど連合内部の問題に没頭しておりロシアに目を向ける余裕はなかった。しかし1603年、ポーランド国内に、イヴァン4世の息子でリューリク朝最後の継承者ドミトリーを称する者（偽ドミトリー1世）が現れると、ドミトリーの1591年の死を信じていなかったロシアの人々から大きな反響が起こった。たちどころにミハウ・ヴィシニョヴィエツキ (Michał Wiśniowiecki)、レフ・サピェハ (Lew Sapieha)、ヤン・ピョトル・サピェハ (Jan Piotr Sapieha) などのマグナートや、多くの実力者からの支援が偽ドミトリーとその支持者に寄せられ、ボリス・ゴドゥノフ打倒のための資金が集まった。
ポーランド・リトアニア共和国のマグナートたちは僭主ドミトリーを支援してロシアへの影響力を増やすことを考えた。さらに、ポーランドのマグナートたちとロシアの親ポーランド派（市民主義派）ボヤーレたちは1600年にサピエハが提案したようなポーランド・リトアニア・モスクワ共和国形成へ向け動き出した。またカトリック教会の支持者たちは、偽ドミトリーの出現をカトリックの影響力を東へ広げる好機と見、カトリック優位の強国ポーランド・ロシア連合が誕生して南のオスマン帝国に宣戦することを期待してイエズス会も偽ドミトリーに資金と教育とを授けた。ジグムント3世はポーランド・リトアニア共和国をあげての公式な支援を偽ドミトリーに与えることはしなかったが、熱心なカトリック信者である彼はいつでも親カトリック的な計画を支援することに喜びを感じており、今回も偽ドミトリーに兵士数百人分に相当する4,000ズロチの資金を私的に与えた。
王が偽ドミトリーを個人的に支援したにもかかわらず、偽ドミトリーの支援者の中にはジグムント王に対する反対者もおり、偽ドミトリーをポーランド王に据える活動も進めていた。1604年6月、偽ドミトリーは支援の引き換えに、ポーランド・リトアニアに対しスモレンスク領の半分を与えると約束した。こうした計画に対し懐疑的な者は多く、ジグムント王の政策のほとんどに反対していた連合国議会（セイム）派マグナートのヤン・ザモイスキ (Jan Zamoyski) は、後に偽ドミトリー1世を巡る一連の出来事を「プラウトゥスやテレンティウスに匹敵する喜劇」と述べている。

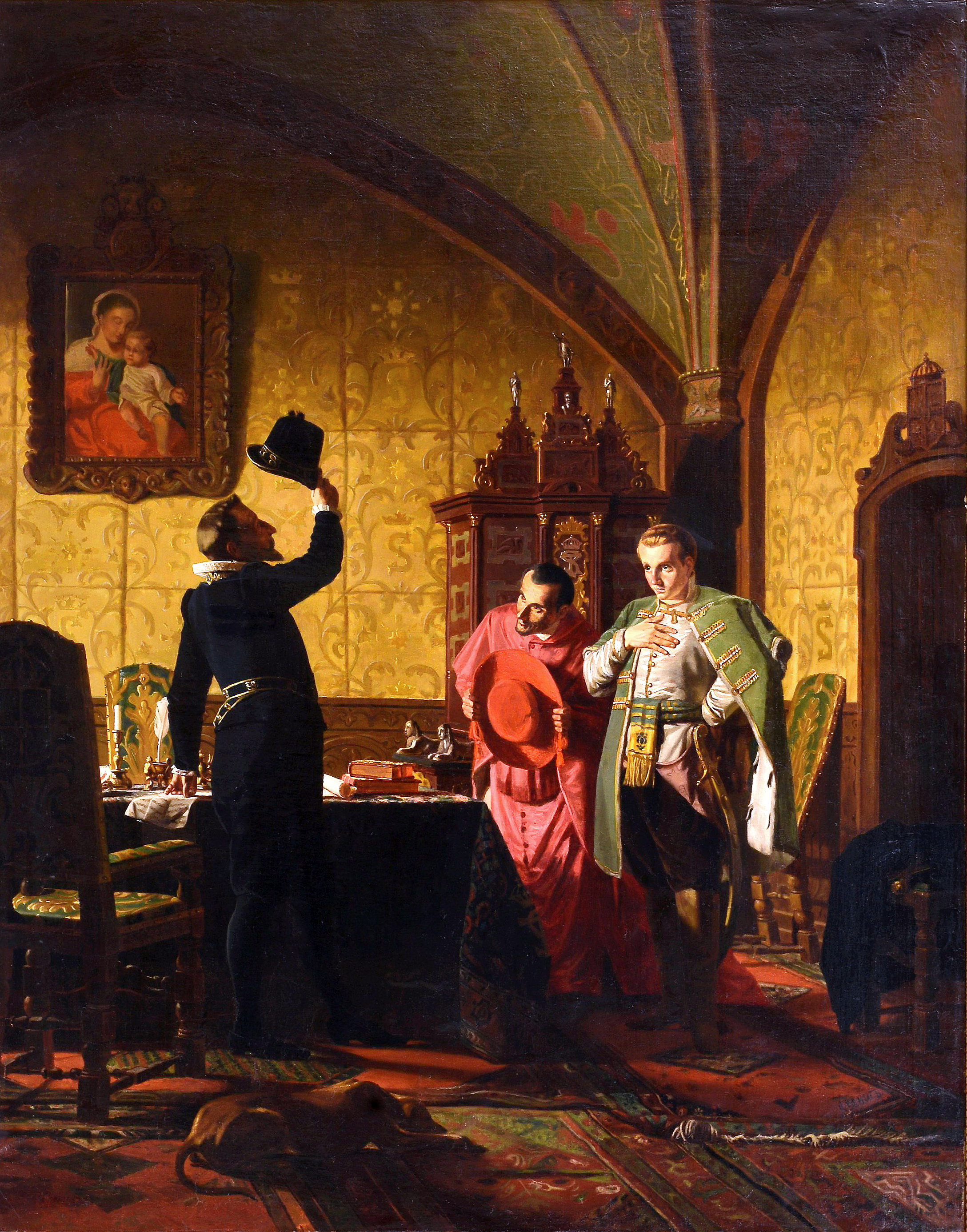
『ジグムント3世に忠誠を誓う偽ドミトリー』 ニコライ・ネフレフ

ボリス・ゴドゥノフは自称ドミトリーの出現の話を聞くと、この者の正体はグリゴリー・オトレピェフというただの逃亡僧だと主張した。しかしこの主張の根拠が何であったかは今も不明である。ロシアにおけるゴドゥノフへの支持は衰えていたが、彼が偽ドミトリーの主張を嘘だとする噂を流せば流すほど、かえってゴドゥノフの方の支持が減っていった。ロシアのボヤーレたちの中には、偽ドミトリーを支持することを口実にツァーリ政府に対する税金を払うのをやめる者もいた。
ドミトリーは多くの支持者を惹きつけ、小規模な軍を結成した。ドミトリーの資金で集めた傭兵や連合のマグナートたちの出した私兵からなる3,500人ほどの軍隊は1604年6月、ルーシ南部に侵入した。ゴドゥノフの敵対勢力たち、たとえば2,000人ほどの南部コサックもモスクワへ向かう軍に合流した。偽ドミトリーの軍は士気の低いロシア軍と二度衝突した。まずノヴホロド＝シベルスキー（ロシア語: ノヴゴロド＝セヴェルスキー）で勝った偽ドミトリー軍はチェルニーヒフ（チェルニゴフ）、プティヴリ、セフスク、クルスクを次々占領したが、ドブリニチでの2度目の戦闘では大敗し軍は解体の危機にさらされた。しかし、1605年4月13日にツァーリのゴドゥノフが急死したとの知らせが入り、偽ドミトリー軍は辛くも立ち直った。
ゴドゥノフの急死で、偽ドミトリー軍の進軍を阻む大きな障害はなくなった。ロシアの兵たちはドミトリー側に寝返り始め、6月1日にはモスクワのボヤーレたちが新たにツァーリとして戴冠していたゴドゥノフの息子フョードル2世とその母を幽閉し、後に残虐に殺した。6月20日、偽ドミトリーはボヤーレたちの出迎えの中、意気揚々とモスクワに入城した。偽ドミトリーは、ドミトリーの母マリヤ・ナガヤと「再会」したりゴドゥノフに追放された人々に恩赦を与えたりした。7月21日には自分の選んだ新たなモスクワ総主教の手でツァーリとして戴冠した。新たな総主教に指名されたイグナチー（イグナティウス）はキプロス出身でロシアに派遣されたギリシャ人聖職者で、リャザン主教だったときに正教会の聖職者としてはじめて偽ドミトリーをツァーリと認めた人物であった。
ドミトリーによるロシアとポーランドとの同盟は、1605年11月にクラクフで代理を立てて行われたドミトリーとマリナ・ムニシュフヴナ（Marina Mniszech、シュラフタのイェジー・ムニシェフ Jerzy Mniszech の娘、ロシアではマリーナ・ムニシェクとして知られる。ドミトリーはポーランドにいた頃、マリナと恋に落ちている）との結婚式でさらに前進した。連合の王ジグムント3世はこの結婚式に賓客として招かれた。しかしこの新たなツァーリナ（皇后）はカトリックからロシア正教への改宗を拒んだため、ロシア民衆の多くから怒りを買った。新たな皇后マリナは4,000人の召使たちとともにモスクワの新郎のもとへ出発し、一ヵ月後にモスクワに到着し、1606年5月8日にツァーリナとして戴冠した。

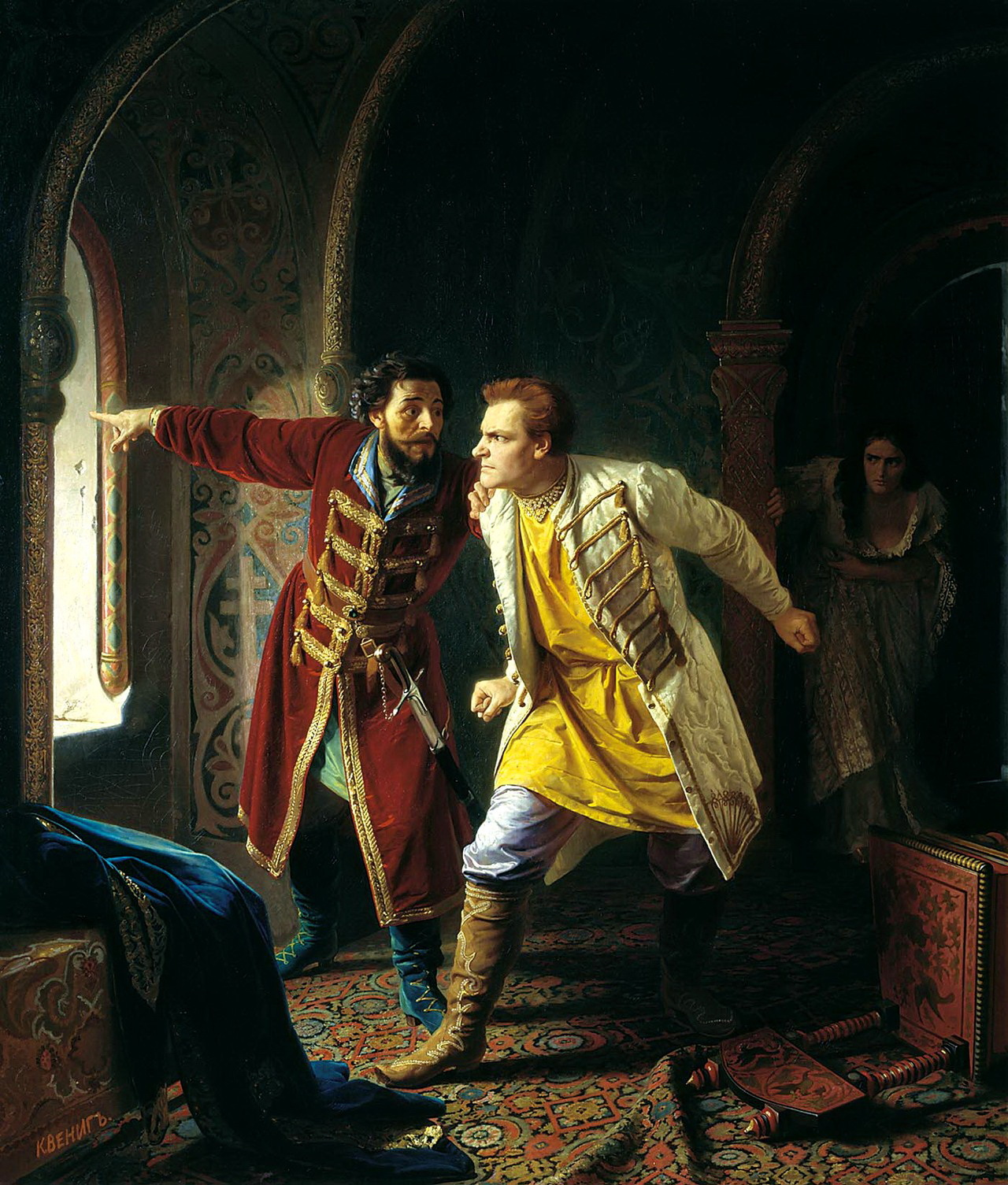
『偽ドミトリーの最後の数分間』 Karl Venig. 偽ドミトリー1世は逃げようとして窓から飛び出したが脚を折り、反乱軍に射殺された

偽ドミトリー1世の統治は特筆すべきものもない冴えないもので、とりたてて大きな失政もなかったが、その地位は弱かった。ボヤーレの多くは自分はドミトリーよりも大きな影響を得られるはずと考え、中にはツァーリの座を狙う者もいた。さらにポーランドの文化的影響に慎重な者も多く、宮廷にドミトリーがポーランドから連れてきた先進的な外国人の政治家やテクノクラートの力が増していくのを見てとりわけ不安を感じた。すべての貴族は平等だとするポーランド式の「黄金の自由」（貴族民主主義）は小貴族には支持されたが、それまで大きな権力を持っていたボヤーレたちにとっては自らの利権に対する脅威になりえた。ドミトリーが農民に対して認めた多くの権利も多くのボヤーレの反発を買った。
ドミトリーはモスクワに駐屯する数百人のポーランド・リトアニアから来た非正規兵（傭兵や私兵）に支えられていたが、この兵士たちは実質上の治外法権の状態にあり、市内で犯罪を行っても罰せられることがまずなかったためモスクワ市民の反発を買い、民衆の支持はシュイスキーたちに傾きはじめた、とロシアでは伝えられている。ボヤーレたちはポーランド兵やコサックらを解散させるなどしてドミトリーから手勢を奪い、次第にドミトリーを政治的に操るようになった。これにたいしてドミトリーは妻マリナとともに来るはずのポーランド兵の増援を待ちわびた。5月にマリナとともに多数のポーランド兵が到着したが、有力貴族ヴァシーリー・シュイスキーに率いられたボヤーレたちはすでにドミトリーと親ポーランド派に対する陰謀を開始し、「ドミトリーが同性愛者で、ロシアにローマ・カトリックとポーランド文化を広めようとし、ロシアをイエズス会とローマ教皇に売ろうとしている」という噂を流していた。
皇后マリナのモスクワ到着から2週間ほど経った1606年5月17日の朝、反ドミトリーの陰謀をたてた者たちはクレムリンに突入した。ドミトリーは窓から脱出しようとしたが落下して脚を折った。反乱者の1人が銃でドミトリーを射殺し、その死体は街頭に晒され、後に火葬されて灰は砲丸に詰められポーランド方向へ向けて発射されたとされる。ツァーリ・偽ドミトリー1世の治世はわずか10カ月程度しか続かなかった。ヴァシーリー・シュイスキーは自らツァーリの座に就き、500人ほどのドミトリーの兵士たちは殺されるか牢に捕らえられるか国外退去となった。

## 第2の僭主

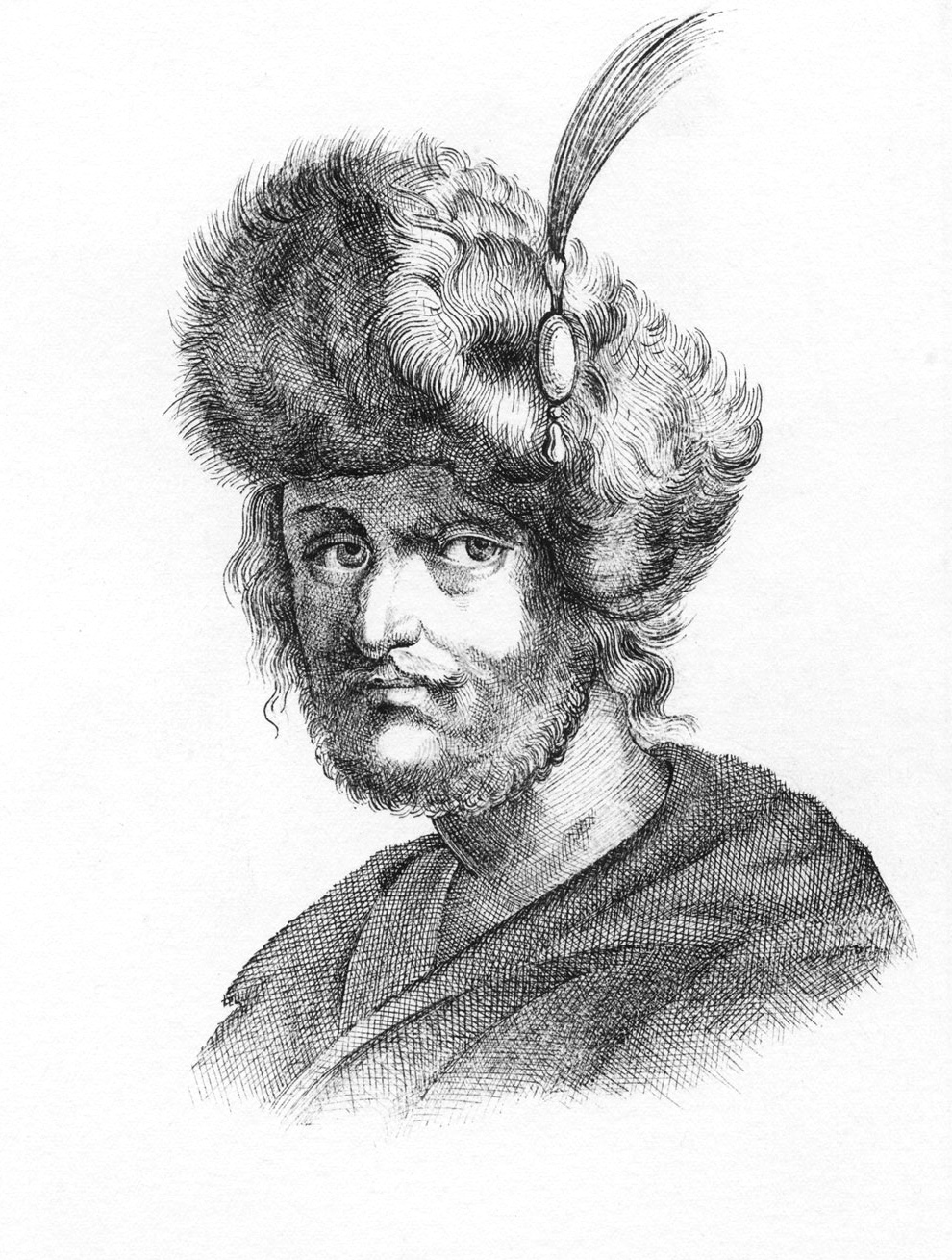
偽ドミトリー2世

しかし新しいツァーリのヴァシーリー・シュイスキー（ヴァシーリー4世）には人望も力もなく、その治世は安定とはほど遠かった。偽ドミトリーに対する反乱を率い、500人のポーランド人兵士を殺してポーランドの特使を投獄した彼は反ポーランドの人物とみられていた。内戦状態は続き、1607年には前年から始まったイヴァン・ボロトニコフらの農民反乱がモスクワを包囲する事態となり、さらにまたしてもドミトリーを自称する人物（偽ドミトリー2世）が登場した。クレムリンで殺される前に身代わりを立てて逃げのびたと称する彼は、ポーランドのマグナートの一部の支援を受け、さらに偽ドミトリー1世の妻だったマリナ・ムニーシェヴァも彼を「本物のドミトリー」であると確認した。

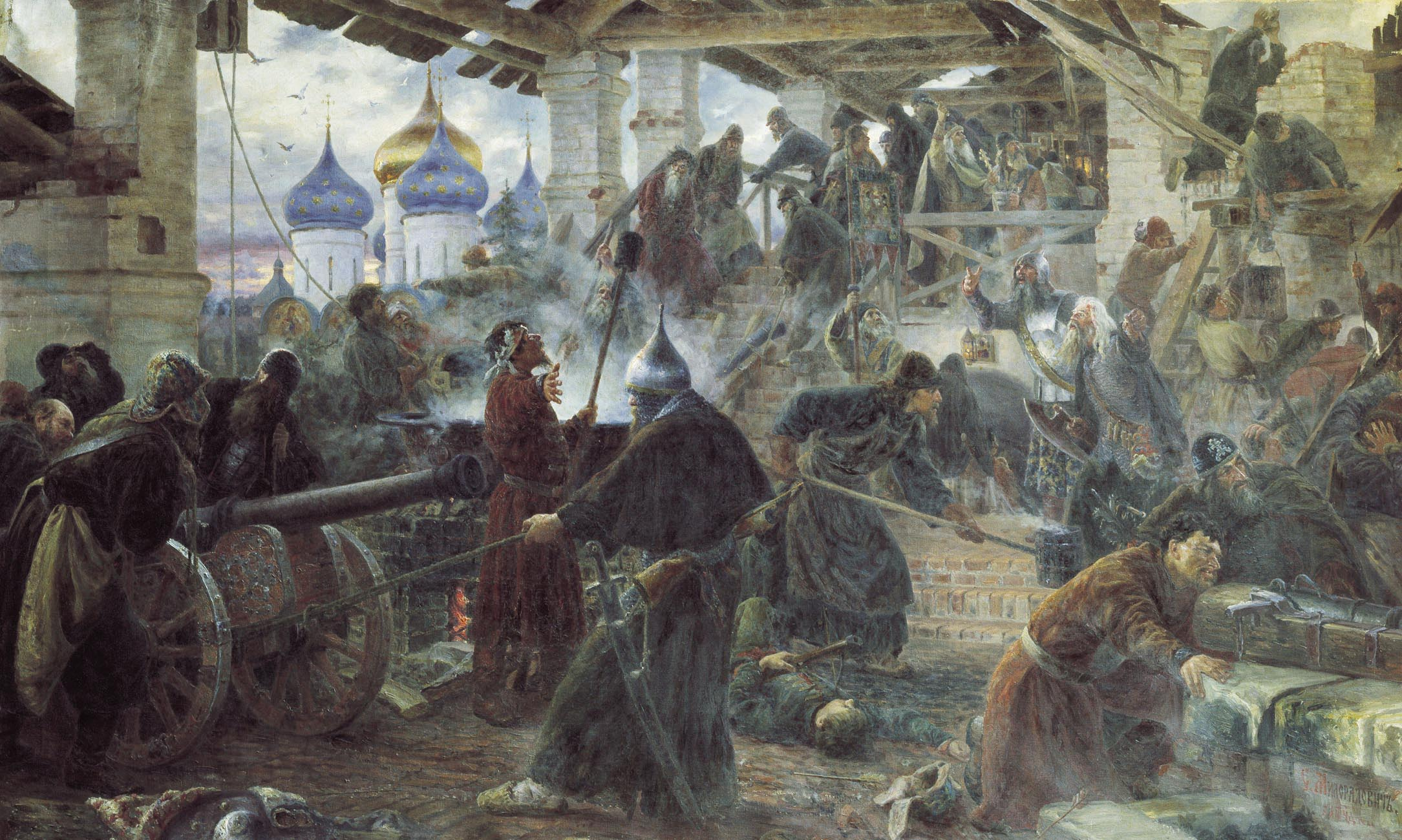
至聖三者聖セルギイ大修道院をポーランド軍の包囲から守る戦い。セルゲイ・ミロラドヴィッチ (Sergey Miloradovich) 画

彼女の確認により、偽ドミトリー2世は偽ドミトリー1世を支えた連合の貴族たちからの支持を集めることができた。アダム・ヴィシニョヴィエツキ (Adam Wiśniowiecki)、ロマン・ルジニスキ (Roman Różyński)、ヤン・ピョトル・サピエハ (Jan Piotr Sapieha) らはこの僭称者も支援しようと決め、資金や兵士7,500人を彼に支援した。偽ドミトリー2世軍によるロシアでの略奪、とりわけならず者の頭領であるアレクサンデル・リソフスキ (Aleksander Lisowski) が率いた傭兵集団リソフチツィ (Lisowczycy) は悪名高く、セルギエフ・パサドの町には「三つの疫病: チフス、タタール人、ポーランド人」という札が掲げられることになる。
1608年、アレクサンデル・クレチコフスキ (Aleksander Kleczkowski)、リソフチツィ、ドン・コサック軍数百人など、ならず者の傭兵たちは、ロシアのボヤーレであるザハリ・リャプノフ (Zakhary Lyapunov)、イヴァン・ホヴァンスキー (Ivan Khovansky) 率いるツァーリ軍をモスクワの南100kmのザライスクで破り、ミハイロフ、コロムナを陥落させた。リソフチツィはモスクワへ進軍したが、メドヴェジー・ブロドでヴァシーリー・ブトゥーリン (Vasiliy Buturlin) の軍に敗れ、それまでの略奪品のほとんどを失った。
ヤン・ピョトル・サピエハとリソフチツィはモスクワの北100kmの町セルギエフ・パサドで、守りの要であった至聖三者聖セルギイ大修道院の包囲に取り掛かったが陥落させることができなかった（この修道院は1610年まで包囲されたがついに陥落しなかった）。リソフチツィは一旦撤退したが、コストロマやソリガリチなどを落として略奪を行った。
偽ドミトリーは1608年春、モスクワ南西のカラチェフ、ブリャンスクなどの町を素早く陥落させ、ポーランド人の補強を受けながらモスクワに向かって進み、ボルホフでツァーリの軍を破った。ボヤーレたちの広大な領地を全部没収するというドミトリーの公約は多くの庶民を味方につけた。モスクワから北へ20kmの村トゥシノはドミトリー軍の宿営地となり、兵隊や庶民、ボヤーレたちが集まるロシアのもう一つの首都となりつつあった。彼の軍は最初はポーランド貴族の私兵や傭兵7,000人、コサック10,000人、その他10,000人のポーランド・リトアニア兵（1606年から始まり1608年に鎮圧されたポーランド国王に対する貴族の内乱・ゼブジドフスキの反乱 rokosz Zebrzydowskiego に参加していた兵）で構成されていたが、行軍するうちに規模が拡大し10万人を超えるほどの勢力になった。
偽ドミトリーは、かつてフョードル・ロマノフという名の貴族だった修道僧フィラレートを捕虜とし、トゥシノ府主教の地位へと引き上げた。さらにヤロスラヴリ、コストロマ、ヴォログダ、カシンなどの都市からの忠誠をも勝ち取った。しかし快調にロシアの征服を進める偽ドミトリーに転機が訪れる。ポーランド・リトアニア共和国のジグムント3世が自らロシア内戦へ積極的な介入をすることを決めたのである。

## ポーランド・ロシア戦争

### ポーランドのロシアへの宣戦

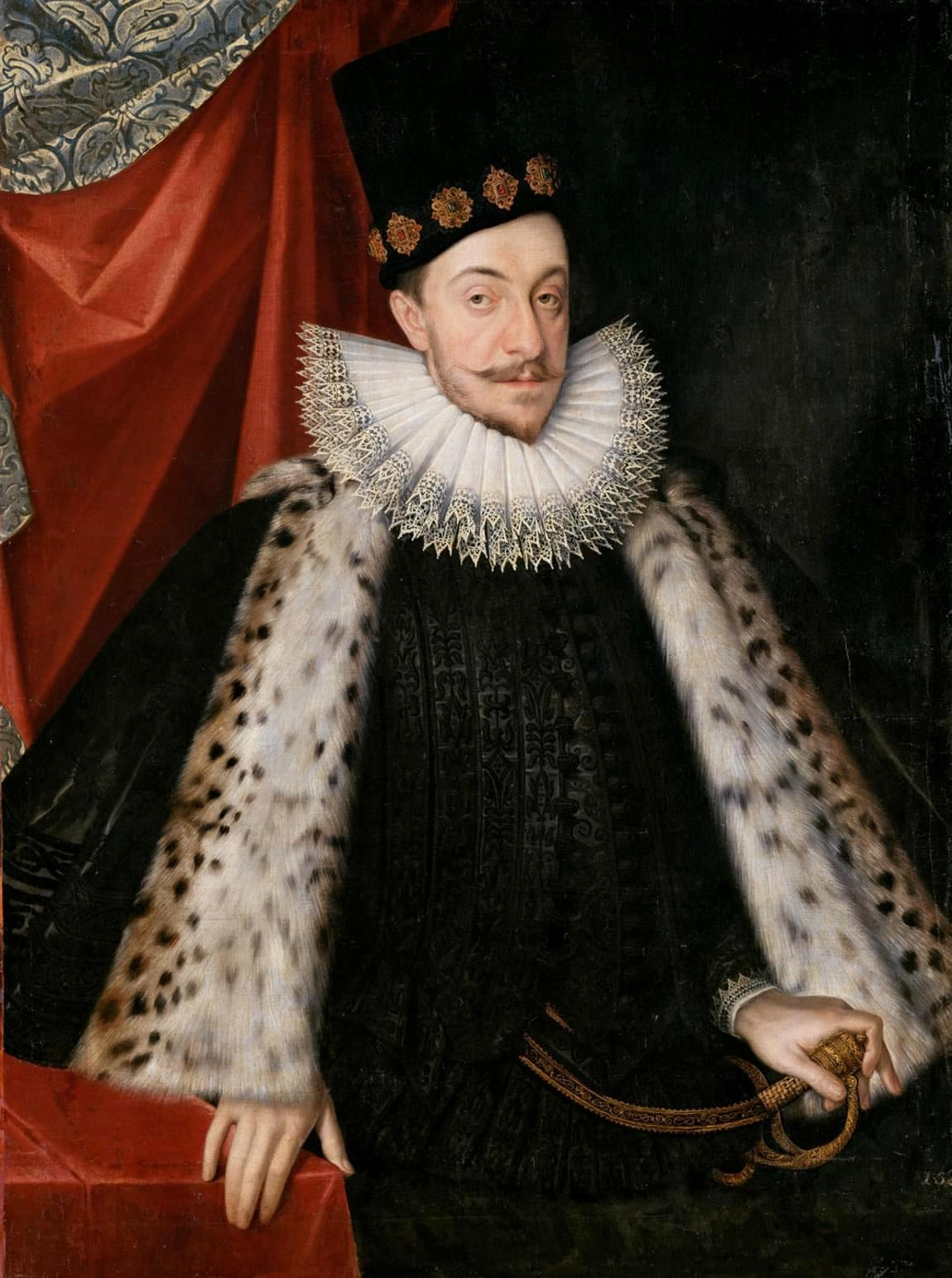
ジグムント3世

1609年、ポーランド国内のゼブジドフスキの乱が終結した頃、ロシアではツァーリのヴァシーリー・シュイスキーが偽ドミトリー2世との対抗などのため2月28日にスウェーデン王カール9世と軍事同盟を結び、スウェーデンの派遣した傭兵部隊とロシア軍の連合が偽ドミトリー2世とポーランド貴族らの軍隊に襲い掛かった（デ・ラ・ガーディエ戦役）。スウェーデンはもとはポーランドと同君連合であり、スウェーデンを守っていたカール9世が王となる前はジグムント3世がスウェーデン王も兼ねており、ジグムント3世にとってスウェーデン奪還は悲願だった。ジグムント3世はセイム（国会）からロシアに対する宣戦布告を承認され、本格的なロシア侵攻に取り掛かる。
彼はこれを、ポーランド・リトアニアの領土と勢力圏を東へ拡張し、正教会の牙城であるロシアをカトリック化させ（このため、ローマ教皇もポーランドを強く支援していた）、最終的にはロシアをスウェーデン奪還の拠点とする良い機会だと考えた。この戦争はさらに、ゼブジドフスキの反乱に参加していた反国王派の貴族たちに外敵や目的を与える口実にもなった。ジグムント3世は彼らに、東方への戦争に参加した者には富と名誉が待っていると約束し、彼らを対ロシア戦争へと誘いだした。この年に出版されたパヴェウ・パルチフスキ (Paweł Palczwski) の著書、『Kolęda moskiewska』は、ロシアを新世界のインディオたちの帝国と並べて、ロシアも黄金に満ちた都市が広がりしかも征服が容易であると書いた。
さらにロシアのボヤーレらは、ジグムント3世に対し、その息子のヴワディスワフ（後のポーランド王ヴワディスワフ4世）にツァーリの位を提示して戦いへの参加を約束した。かつて、ポーランド人貴族や兵士のロシア侵攻に関わったり、ロシアの内情への介入に時間を割くことを嫌ったジグムント3世は、1609年の段階ではロシアへ積極介入することに方針を変えていた。
この時、ポーランド人の貴族や兵士の多くは偽ドミトリー2世のために戦っていたが、ジグムント3世とその軍はドミトリーをツァーリにするために参戦したのではなかった。ジグムント3世は自らロシアの王になろうと欲していた。ジグムント3世の参戦により偽ドミトリー2世に従っていたポーランド人兵士の多くがトゥシノの陣営を離れ、以後偽ドミトリー軍は敗退を繰り返した。相次ぐ大敗とヤコブ・デ・ラ・ガーディエ率いる強力なロシア・スウェーデン連合軍の到来に、偽ドミトリー2世は妻となったマリナ・ムニーシェヴァとともにトゥシノから脱走し農夫に変装してコストロマへ落ちのびた。偽ドミトリーはコストロマからもう一度モスクワへ攻勢をかけて失敗したが、ドン・コサックの支援を受けてロシア南東部の征服地の多くを取り戻した。

### スモレンスク包囲戦

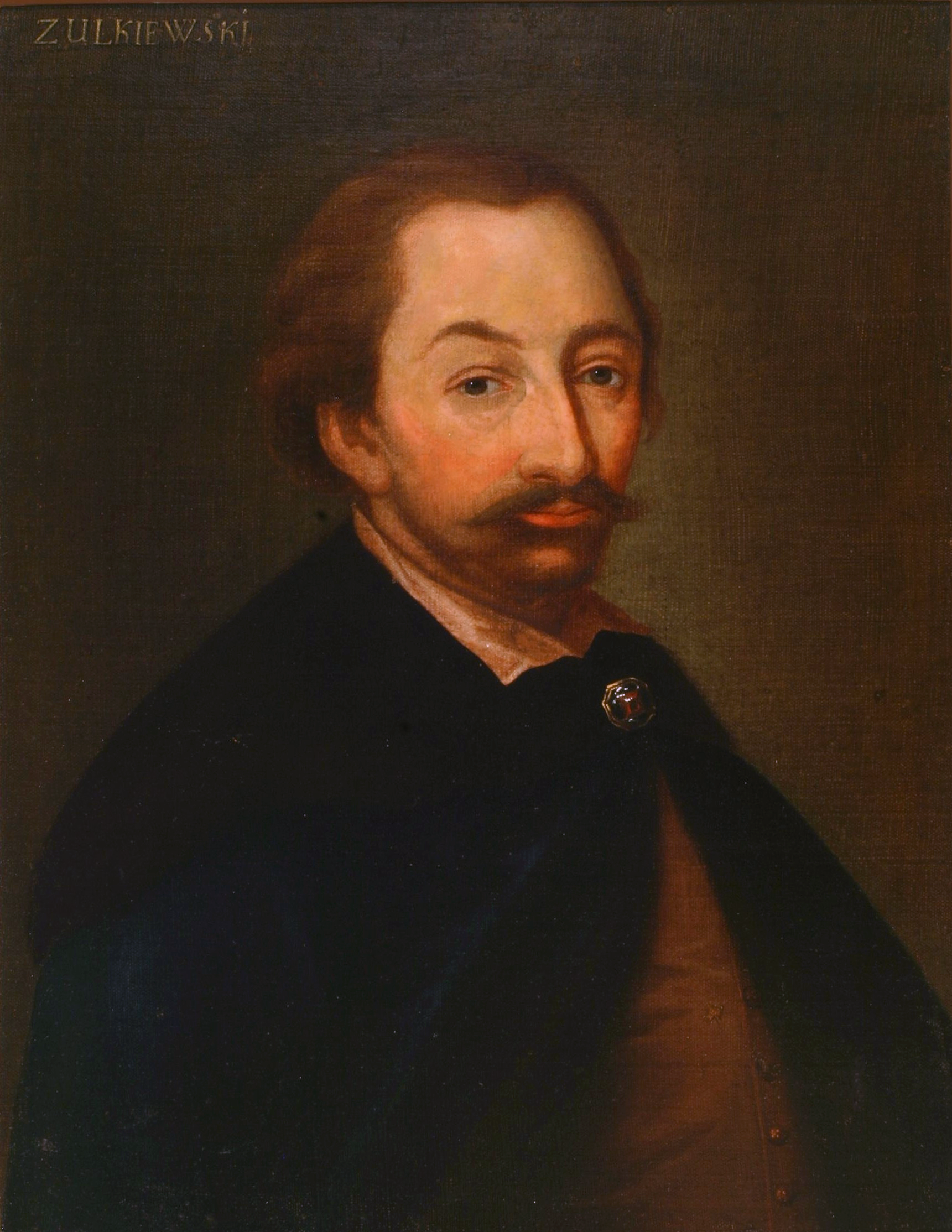
スタニスワフ・ジュウキェフスキ

ヘトマンのスタニスワフ・ジュウキェフスキ (Stanisław Żółkiewski) に指揮されたポーランド・リトアニア軍は国境を超えロシア領に入り、1609年9月29日にロシア西部のスモレンスクを包囲した。ジュウキェフスキはもともとこの戦いに反対であったものの、王の命令に逆らえずやむなく従軍していた。スモレンスクはロシアが1514年にリトアニアから奪った西の重要都市であったが、ヴォイヴォドのミハイル・シェイン (Mikhail Shein) 率いる1,000人以下の兵士しかおらず、ジュウキェフスキ率いる12,000人の軍とは戦いにならないかと思われた。
しかしスモレンスクは、前のツァーリであるボリス・ゴドゥノフが出資した大規模な城郭補強工事が1602年に完成していたばかりだった。ポーランド軍はスモレンスクが難攻不落であることをやがて知ることになる。包囲は長期に及び、砲兵が市内へ向けて砲撃し、濠の下にトンネルを掘り、土塁を築いて城郭を攻めようとした（この土塁は今も残る）。この決着は、20カ月も先にようやくつくことになる。

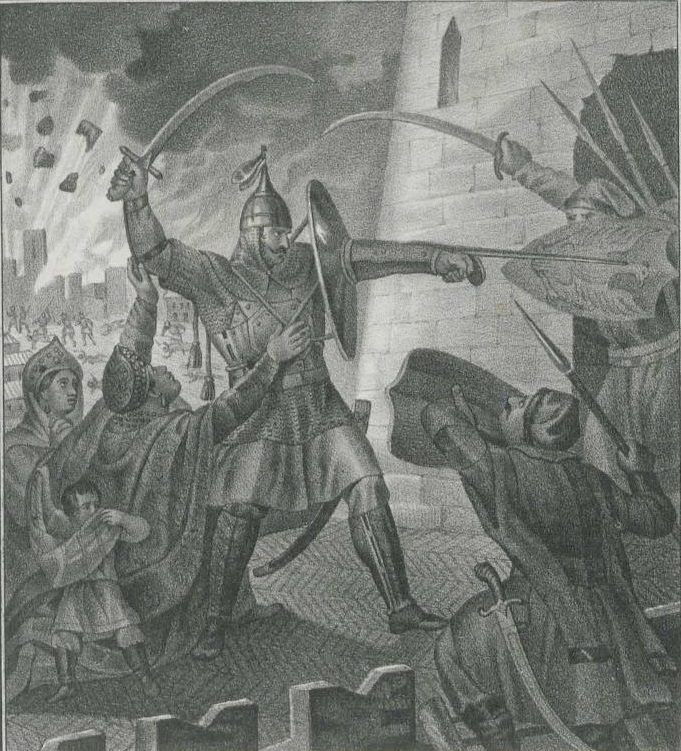
『ポーランド軍からのスモレンスク防衛』 ボリス・チョリコフ

スモレンスクを包囲中のポーランド陣営では、異なった戦略的・政治的構想が渦巻きぶつかりあっていた。ゼブジドフスキの反乱の元参加者たちはなおもジグムント3世と対立しており、彼を廃位して偽ドミトリー2世を、あるいはモスクワのツァーリのヴァシーリー・シュイスキーをポーランド王に選出しようとすらした。最初からロシア侵略に反対していた指揮官ジュウキェフスキは、戦役の展望、手法、最終目標を巡ってジグムント3世と衝突を繰り返した。
ジュウキェフスキはポーランド貴族（シュラフタ）の伝統的な平和主義と多文化主義の思想を代表する人物で、ロシアのような強国に対し攻撃的で危険な戦争を仕掛けることをよしとしなかった。ジュウキェフスキの理想はリトアニアと連合を結んだように平和的で自発的な連合をロシアと結ぶことであった。ジュウキェフスキはロシアのボヤーレたちに対して権利や宗教的自由を提示し同盟を呼びかけ、最終的にはポーランド・リトアニア・モスクワ連合を形成することを目指した。このためにはモスクワを武力で屈服させるのではなく、外交を通じてモスクワの協力を得るべきだというのが彼の結論だった。
一方、ジグムント3世は政治的交渉や妥協を行うことをよしとせず、特に正教会に対する譲歩だけは欲しなかった。ジグムントは口の多い、ほとんど熱狂的とすら言えるほどのカトリックの擁護者で、国内でも反宗教革命（対抗改革）を支持していた。彼は全ての戦いに勝ってモスクワを武力で手にできると信じ、ロシアに自分の支配とカトリック教会の支配を確立しようとしていた。

### クルシノの戦い
1610年1月31日、ジグムント3世はシュイスキーに反発し偽ドミトリー2世側に立っていたボヤーレたちから、王子ヴワディスワフをツァーリにしたいという申し出を受け取った。2月24日、ジグムントは彼らに了解の返信を送るが、モスクワに入城するのは平和なときでなければならないと条件を付けた。ヘトマンのジュウキェフスキには、反乱を起こすか王の命令に従うかしかなかった。
彼はスモレンスク攻囲戦を続けられる最低限の軍勢だけを残してコサックの援軍とともにモスクワへ向かった。しかし彼が恐れ予言したように、ポーランド・リトアニアの軍がロシアの地を略奪しながら東へ進むほど、ジグムント王に妥協の意思がないことが明らかになればなるほど、ポーランドや偽ドミトリー2世を支援していた者たちは親ポーランド陣営を去ってシュイスキーの反ポーランド陣営に合流していった。

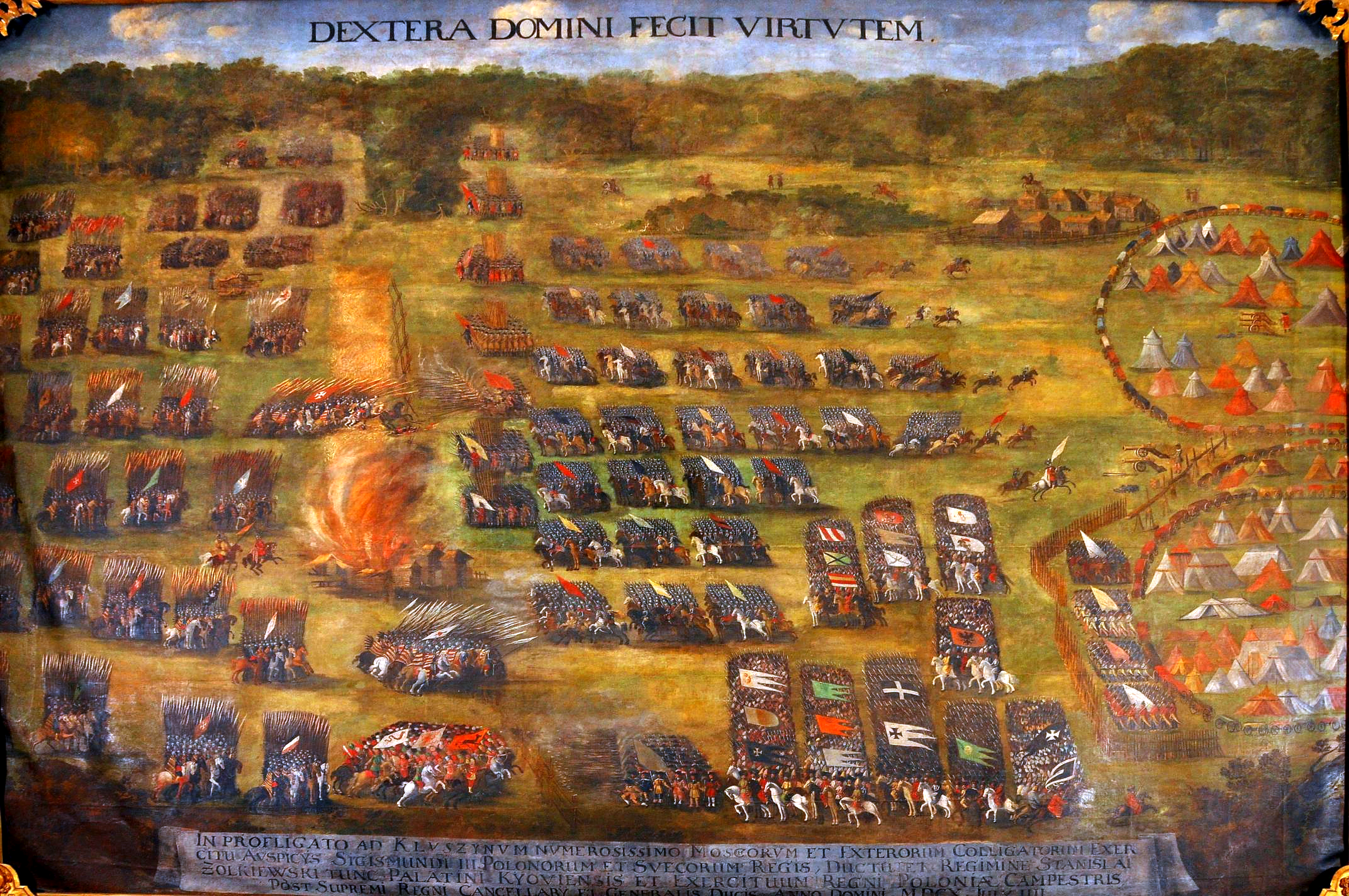
クルシノの戦い

グリゴリ・ヴォルイェフの率いるロシア軍はスモレンスク救出のために西進し、ジュウキェフスキ率いるポーランド軍のモスクワへの進軍を防ぐためツァリョヴォ＝ザイミチェの村に要塞を築いた。ツァリョヴォは6月24日からポーランド軍により包囲されたが、この時ロシア軍は長期戦の準備をしておらず水も食料も足りなかった。ヴォルイェフはシュイスキーの弟ドミトリー・シュイスキーに救援を要請した。シュイスキーの軍はヤコブ・デ・ラ・ガーディエ率いるスウェーデン傭兵部隊の援軍を得て救援に向かったが、裏道を通ろうとしてクルシノ経由の回り道をした。
ジュウキェフスキはシュイスキーの援軍到来を知り、彼らがツァリョヴォに着く前に迎え撃つため、ヴォルイェフらに知られないように夜のうちにツァリョヴォの包囲を解いた。1610年7月4日、クルシノの戦いで、ジュウキェフスキ率いるポーランド軍の精鋭の騎兵5,000騎は数で勝る35,000人から40,000人のロシア・スウェーデン連合軍を破り去った。ロシア軍は潰走し、ドミトリー・シュイスキーは今後ポーランドに敵対しないという意思を見せたためそれ以上の追撃を免れた。スウェーデン傭兵部隊はポーランド軍に包囲された結果、今後ロシア側に味方しないという条件で降伏し解放され、傭兵の一部はポーランドに寝返った。ロシア軍の驚異的な大敗北は人々にショックを与え、戦争は新たな展開を見せる。
クルシノでの大敗の報が届くと、ヴァシーリー・シュイスキーに味方する者はほとんどいなくなった。ジュウキェフスキは、ツァリョヴォに立て篭もる手ごわいロシア軍に対し、降伏して王子ヴワディスワフに忠誠を誓うよう説得した。こうしてヴォルイェフらもジュウキェフスキの軍に合流してモスクワへと向かった。ロシアのボヤーレたちはジグムント3世の勝利が間違いないこと、もし正教会に改宗すればヴワディスワフが次のツァーリになるであろうことを事実として受け入れつつあった。フョードル・ムスティスラフスキー率いる7人の有力ボヤール（七ボヤール、あるいは七人貴族会議）らがドゥーマ（貴族たちによる議会）を掌握し、7月19日、七ボヤールは軍勢を率いて宮殿に迫り、シュイスキーをツァーリの地位から引きずり下ろした。
シュイスキーと家族は捕らえられ、シュイスキーは修道院に入れられ修道僧にされ、逃げられないように監視を付けられた。後に彼は一種の戦利品としてワルシャワに送られ、1612年にゴスティンで没した。
連合の進撃は成功ばかりではなかった。ヘトマンのヤン・カロル・ホトキェヴィチ (Jan Karol Chodkiewicz) 率いる2,000人の部隊の攻撃は、給料の支払いのない兵士が反乱を起こし、ホドキェヴィチにロシア中央部を退却してスモレンスクに戻るよう強いたため失敗に終わった。王子ヴワディスワフが動きの遅い援軍とともに到着すると戦争は異なった様相を帯びてきた。同じ頃、1610年、傭兵集団リソフチツィは北西の町プスコフを陥落させ略奪し、スウェーデン軍と衝突していた（スウェーデン軍はクルシノの戦いの後、ロシアと敵対してイングリア戦争に突入していた）。

### ポーランド王子のモスクワ入城とツァーリ即位

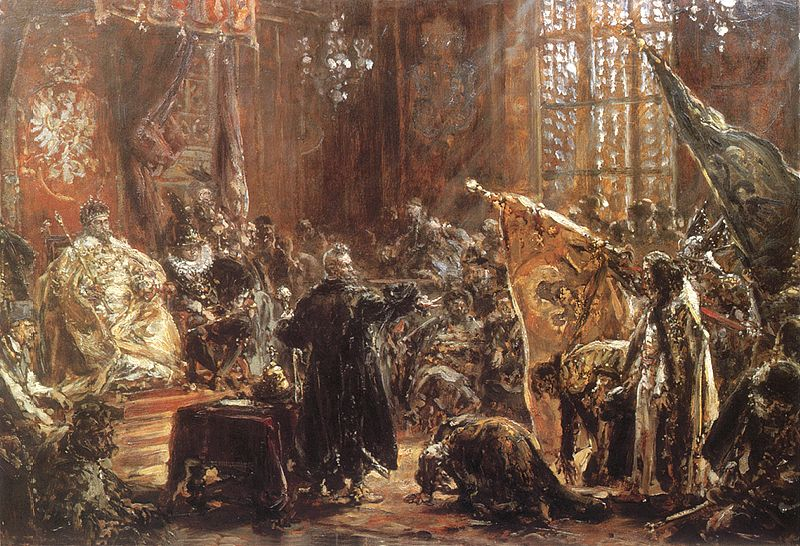
『ワルシャワのセイムにおけるツァーリ・シュイスキー』 ヤン・マテイコ画。ワルシャワのポーランド国会（セイム）において、ジグムント3世らの前で屈従するシュイスキー

シュイスキーの廃位後、ジュウキェフスキと偽ドミトリー2世は別々に軍を率いモスクワに到着した。この時、二つの軍に同時に包囲されてしまったモスクワでは緊張が張り詰め、小競り合いが起こり、親ポーランド派・反ポーランド派・スウェーデン派や国内派の様々なボヤーレたちが事態を収拾しようと競っていた。ロシア人の兵士たちも庶民も、ジュウキェフスキと偽ドミトリー2世の両軍が、侵略軍であり城門を閉ざして籠城すべきなのか、解放軍であり味方として迎えに出るべきなのか、分からなかった。
やがて親ポーランド派が主導権を握り、1610年10月8日、ポーランド軍がモスクワに入城した。ボヤーレたちは城門を開けてポーランド軍を迎え、ジュウキェフスキに無政府状態からロシアを救ってほしいと頼んだ。モスクワのクレムリンにはアレクサンデル・コルヴィン・ゴシェフスキ率いるポーランド兵が駐屯した。これに先立つ7月27日、ボヤーレたちとジュウキェフスキの間で、ジグムント3世の息子ヴワディスワフを新しいツァーリに認めることと引き換えに、ロシアのボヤーレたちにポーランドのシュラフタ同様の広い特権を持てることを約束するという条約が交わされていた。しかしジュウキェフスキは、スモレンスクに留まっているジグムント3世が全く異なった考えを持っていることを知らなかった。
ジュウキェフスキと偽ドミトリー2世は、当初の気の進まない同盟関係から、次第に距離が離れていった。偽ドミトリー2世はポーランド宮廷における影響力を喪失し、ジュウキェフスキは最終的にドミトリーをモスクワから追い出す工作をした。またジュウキェフスキはポーランド人を、特に15歳のヴワディスワフを次のツァーリに選ぶよう各方面に工作を始めた。以前、大動乱の初期に、リベラルなポーランド・リトアニアからヴワディスワフ王子をツァーリに招いて、当時のツァーリの専横を終わらせようとボヤーレたちが動いたことがあった。
ジュウキェフスキの工作で、ボヤーレたちのうちの親ポーランド派（クニャージのフョードル・ムスティスラフスキー、ヴァシーリー・ガリツィン、フョードル・シェレメテフ、ダニール・メゼツキー、およびディヤークのヴァシーリー・テレプニョフ、トミウォ・ワゴフスキ）らが主導権を握り、ボヤーレの多数派が、もしヴワディスワフが正教会に改宗し、ポーランド・リトアニア共和国が戦争で占領したロシアの都市を返還するならば彼がツァーリになることを支援した。
より敬虔なカトリック信者のシュラフタたちに囲まれていたジグムント3世は、王子の改宗には断固反対した。この一件からポーランド・リトアニア・モスクワ連合国家の計画は破綻し始める。ジグムント3世の反対に気分を害され怒ったボヤーレらはヴワディスワフ支持から手を引き、大貴族ゴリツィン家のヴァシーリー・ゴリツィンを推す者、ロマノフ家のミハイル・ロマノフ（ヴワディスワフと同じく15歳）を推す者、あるいは偽ドミトリー2世を推す者などへと分かれ始めた。ジュウキェフスキはこれに対して素早く動き、まだモスクワに現れていないジグムント王の同意を得ることなくボヤーレたちと約束を交わし、ヴワディスワフをツァーリに選出させることに成功した。
この選挙の後、偽ドミトリー2世はモスクワ近郊のトゥシノの陣営から本拠のカルーガへ逃げた。しかしここでも彼の地位は不安定になっていた。1610年12月11日、半分酔っていた偽ドミトリー2世は、彼を支持するボヤーレたちの中にいた、かつて彼が鞭打ったことのあるカシモフ・ハン国の王子ピョートル・ウルソフによって射殺された。妻マリナ・ムニーシェヴァは逃げのびたが、この時彼女は偽ドミトリー2世との間にできた「世継ぎ」、イヴァン・ドミトリエヴィチを孕んでいた。彼女はこの後もしばらく、1614年の死まで、ロシア内戦の重要な要素となる。

### ジグムント3世への反発とロシアの反撃開始

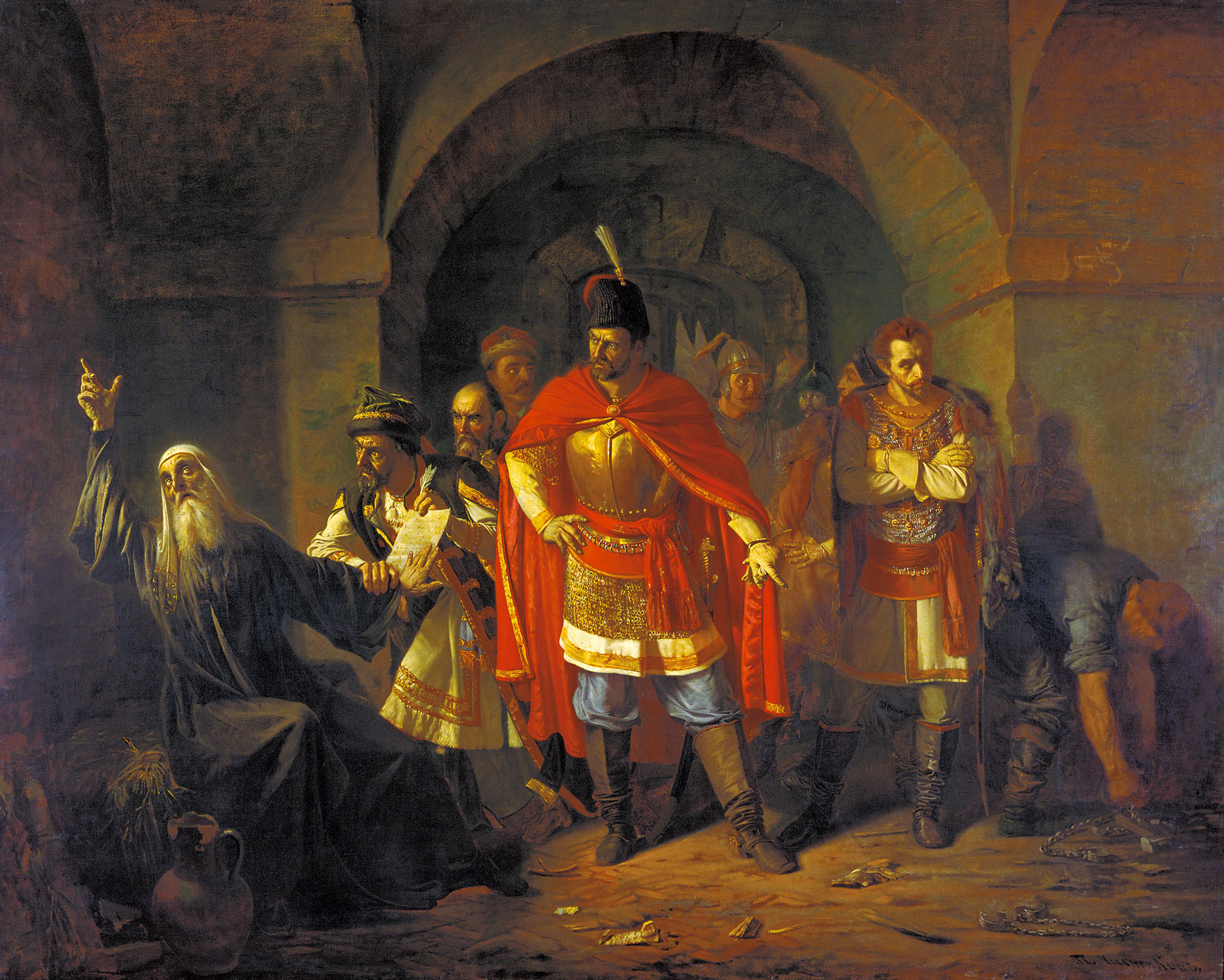
ポーランド兵に祝福を与えるのを拒むモスクワ総主教エルモゲン（ゲルモゲン）

ツァーリとなったヴワディスワフは、思わぬ反対勢力に直面していた。それは自身の父ジグムント3世であった。ジュウキェフスキがジグムント3世との会見のため1610年11月にスモレンスクに戻った際、ジグムント3世は考えを変えており、自分がツァーリになると言い出した。ロシアの多数派はジグムント3世に、特に彼がロシアのカトリック化の考えを隠さないことに反発していた。
ジュウキェフスキは困った立場に置かれた。ポーランド人がロシアのツァーリの地位を得る目的のために、彼はボヤーレたちとヴワディスワフをツァーリにすることで約束しており、ロシア全土で不人気のジグムント3世の即位にはボヤーレたちは反対するだろうと分かっていた。ジュウキェフスキはこのことをジグムント3世に説明しなければならなかったが、当のジグムント3世は、ロシア西部の征服の過程で、自身のロシアでの人気ぶりを確信していた。ジュウキェフスキは最後にはジグムントに失望してポーランドへ帰ってしまった。
ジグムント3世はようやく妥協し、息子をツァーリにすることを認め、彼が成人するまで摂政として自分がロシアを支配すると決めた。彼はボヤーレたちに、ヴワディスワフ王子に服従し忠誠を誓った者は同時に自分にも忠誠を誓わねばならないと求めた。ボヤーレたちは一層反発し、ポーランドへの支持はますます薄れた。ヴワディスワフはロシアの実権を握る事はついにできず、ポーランドとロシアの戦争が再発した。緊張の高まりの中、ジグムント3世とヴワディスワフは安全のためモスクワを離れ、親ポーランド派ボヤーレたちが次々立場を変えて行くことで、クレムリンに残った小人数のポーランド軍部隊はたちまち孤立し、高まる敵意の対象となった。
この時期、ロシア正教会はロシア人に対しポーランドへの抵抗を呼びかける大役を果たした。モスクワ総主教エルモゲン（ゲルモゲン）は1610年末、ロシア各地へ反ポーランドの決起と正教の守護を訴える回状を送った。エルモゲンに応えてリャザンのプロコピー・リャプノフらが結成した反ポーランドのロシア人たちによる軍隊（第1次義勇軍、第1次国民軍）はモスクワへ向かって進み、ヤン・ピョトル・サピエハ指揮下のモスクワ市外のポーランド軍と衝突した。
同じ頃、ヴワディスワフがロシアのツァーリを名乗りスモレンスク周囲の都市や要塞が全てポーランドに忠誠を誓った後も、スモレンスク包囲戦はまだ続いていた。ジグムント3世はスモレンスクに対し、自分に忠誠を誓うだけでなくポーランド軍に門を開けることを望んだがロシア軍は拒んだ。1610年12月、包囲戦に入ってから最大のトンネル掘削の作戦が行われた。しかしこの作戦でポーランド軍は外郭の多くを破壊できたものの、内郭は無傷のままだった。ある時はポーランドの砲撃が城壁の一角を崩し、ブラツワフのヴォイヴォドはポーランド兵に裂け目からの突撃を命じた。しかし守るロシア側は崩れそうな部分を予測しており、その部分に兵を増強していた。両軍は殺し合いになりポーランド軍は退却を強いられた。
1611年のモスクワでのポーランド軍駐屯に対する蜂起は、ポーランド・リトアニア共和国の介入に対するロシアの寛容の終わりを示すものだった。モスクワの市民は1606年にも偽ドミトリー1世の部下のポーランド兵と戦ったが、ポーランド軍の支配が続く中で再度立ち上がる時が来た。モスクワ市民は弾薬庫を占領したがポーランド部隊は第一波の攻撃を撃退した。この戦いで火の手が上がりモスクワの一部は炎上した。同年7月、連合の置かれた状況はより悪化し、モスクワ市内の蜂起はポーランド兵が立てこもるクレムリンの攻囲戦へと移った。伝えられるところでは、モスクワ市民の攻撃に対し、ポーランド軍は当時ロシアで最も権威のある人物であったモスクワ総主教のエルモゲンに、民衆に攻撃をやめるよう求める声明に署名するよう求めた。エルモゲンは拒み、投獄されたまま翌1612年に飢えで没した。
一方1611年6月2日、2回の厳しい冬を越えた20か月に及ぶ包囲の末、スモレンスクではついにポーランド軍による最後の攻撃が始まった。市民の間には飢えと病が蔓延し、ロシア兵は食糧不足でついに限界に達し、ポーランド・リトアニア軍は門を突破した。ポーランド軍はロシア軍の脱走兵アンドレイ・デディシンに案内されて城壁の真下を通る下水溝の存在を教えられ、城郭の決定的な弱点をついにつかんだ。6月13日、下水溝に爆弾が入れられた。爆発で上にあった城壁は大きく崩壊し、同日スモレンスクは陥落した。残ったロシア兵は生神女就寝大聖堂へ逃げ、敵の手にかかって死ぬより自ら死ぬことを選び、火薬を大爆発させ大聖堂と運命を共にした。ロシアにとってスモレンスク陥落は悲劇であったが、20か月の包囲を戦い抜いた指揮官ミハイル・シェインは後にロシアの英雄となった。シェインは捕虜となり、9年間ポーランドで投獄される。

### 国民軍とモスクワの奪還

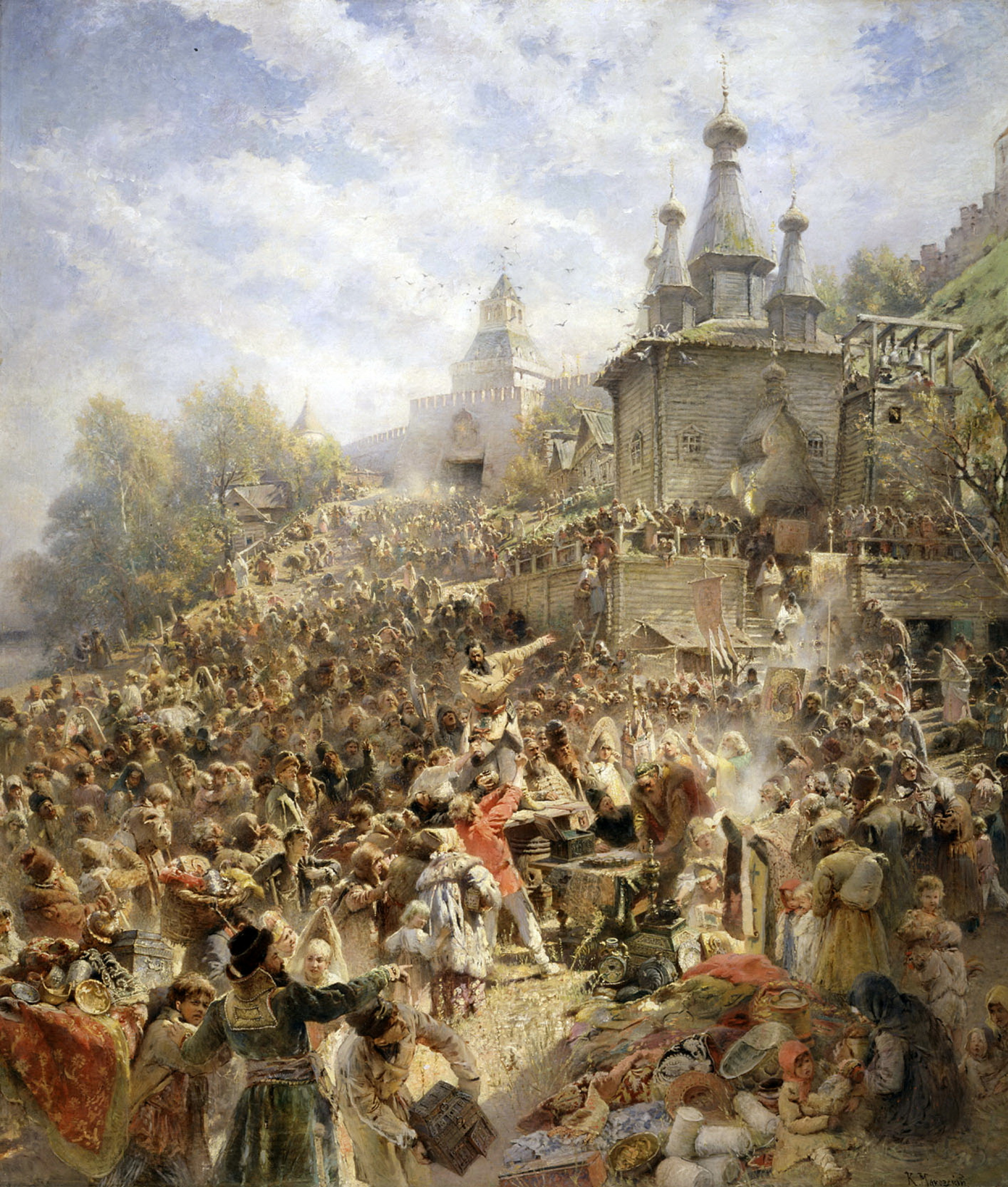
義勇軍を呼びかけるクジマ・ミーニン

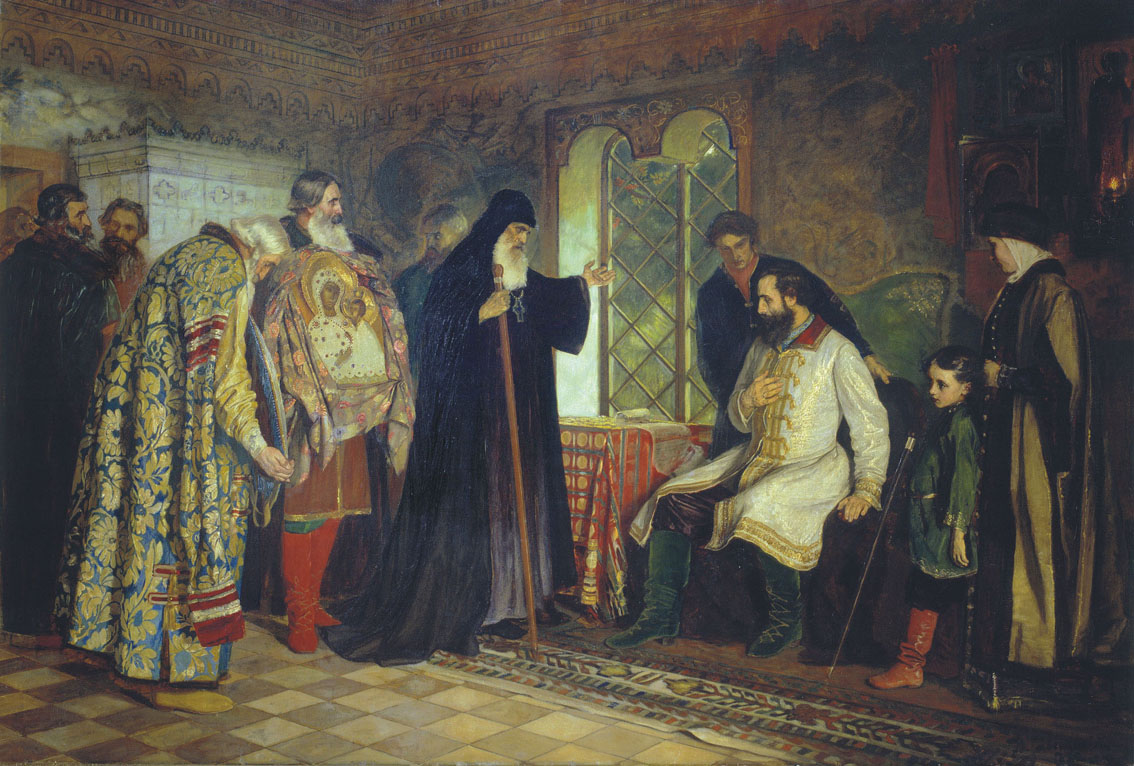
義勇軍の指揮をするよう人々から頼まれるポジャルスキー公

ロシア人による第1次義勇軍は貴族とコサックの対立で1611年7月に自壊し、ポーランドによるスモレンスク陥落とスウェーデンによるノヴゴロド陥落でロシアは窮地に立たされたが、正教会に鼓舞された義勇軍の動きは別の場所でも起こっていた。
1611年の秋、ロシア東部の商業都市ニジニ・ノヴゴロドで、市民から尊敬されていた肉商人のクジマ・ミーニンは義勇軍を提唱した。商人ギルドの人々は賛同して反ポーランド民衆軍（第2次義勇軍、第2次国民軍）を組織する資金を拠出した。その使い道を監督するミーニンは、ドミートリー・ポジャールスキー公爵に軍を率いるよう依頼し、ポジャルスキーは了解した。1612年1月、ポーランド軍の一部は給料不払いを理由に反乱を起こしロシアからポーランドへと撤退した。弱体化したポーランド軍を退けて進撃する第2次義勇軍は、各地の反ポーランド勢力を集めてついにモスクワへ達した。
9月1日、ヤン・カロル・ホトキェヴィチ率いる精強なポーランド軍9,000人は、クレムリンの包囲を解こうとして応援に駆け付け、クレムリンに突入しようとするロシア軍と衝突した。ポーランド軍は開けた野原で騎兵による突撃を行い、彼らにとっても新しい戦術である、タボール（tabor, 馬に引かせて移動する馬車状の要塞）を護衛しながら市街地を進むという作戦をとった。最初は成功したもののコサックの援軍により最終的にはホドキェヴィチもモスクワから退却せざるを得なかった。
ポジャルスキー公爵率いる義勇軍のさらなる増援により、クレムリン内のポーランド兵は兵糧攻めに遭い（人肉食も起こったと記録されている）、1612年11月1日に（記録によっては11月6日、あるいは7日に）19か月の攻囲戦の後についに降伏した。11月7日、生き残ったポーランド兵はモスクワを退却した。連合とロシア側の交渉では安全な退路を約束していたものの、退却するポーランド兵の半分がロシア兵に殺された。こうしてモスクワはロシアの手に取り戻された。

### 休戦
スモレンスク陥落後、1612年から1617年の間、ロシア・ポーランド間の国境はしばらく静かだったが、公式な休戦協定はまだなかった。シュラフタ（貴族）たちが構成するセイム（議会）は、ジグムント3世がモスクワを守りきれなかったことを責めた。彼らは、軍事費の負担が自分たちの上にのしかかるために王に税を払うのに抵抗感を持ってきたが、抵抗はさらに強まりジグムント3世はわずかな軍事費しか集められなくなった。ポーランド正規軍はこれに対して反乱をおこしたり、貴族などに認められていた抵抗権を行使し、コンフェデラツィア（konfederacja, 連盟）と呼ばれるものを招集して団結し王に対抗した。
この時に軍人たちが結成した「konfederacja rohaczewska」は、ポーランド・リトアニア共和国史上でも最も大きく、かつ最も堕落したコンフェデラツィアで、1612年から自国領内を略奪して回り、1614年5月17日のロハティン (Rohatyn) の戦いで最も反抗的な一派が敗北を喫するまで暴れまわった。コンフェデラツィアの残ったメンバーたちは国から給料を受け取り抵抗をおさめ、主導者だったヤン・カルヴァツキ (Jan Karwacki) はスタニスワフ・コニェツポルスキ (Stanisław Koniecpolski) に捕らえられ鎖で繋がれて、コニェツポルスキの師であったジュウキェフスキのもとに送られ、リヴィウで処刑された。さらに、ジグムント3世はオスマン帝国からも、ポーランド領ウクライナのウクライナ・コサックがオスマン領への侵入を行ったとして抗議された。これによりポーランド・リトアニア共和国が対ロシア戦でオスマン帝国からの支援を受ける望みも失われた。

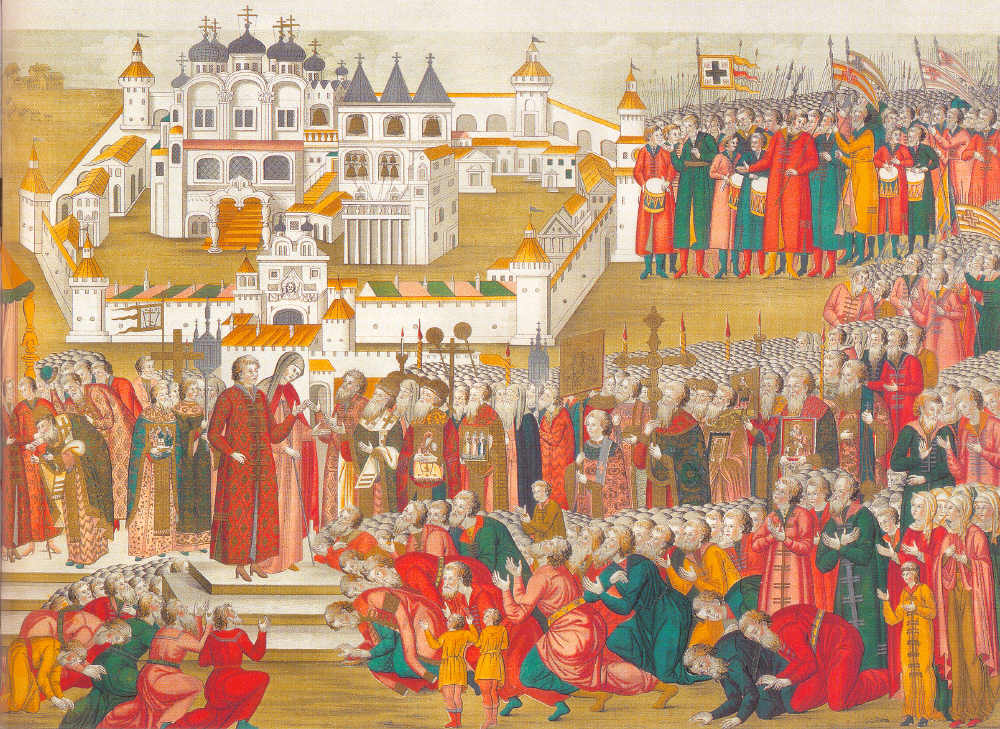
隠棲先のコストロマのイパティエフ修道院で、ツァーリ就任を渋るミハイル・ロマノフと母マルファに対しツァーリ就任を嘆願する人々

ロシアも、大動乱が治まったとは言い難い状態が続き、ポーランド・リトアニア共和国の弱い時期につけこんだ攻撃をする力はなかった。1613年2月21日、貴族・聖職者・庶民が構成する身分制議会ゼムスキー・ソボルは、17歳になったミハイル・ロマノフを新たなツァーリに選出した。その父で、かつて有力なボヤーレであり大動乱の最中にも権力争いに参加したフョードル（当時はフィラレート）は1619年、ゲルモゲン死後に空位となっていたモスクワ総主教に就任した。ロマノフ家は有力なボヤーレであり、イヴァン4世の妻アナスタシア・ロマノヴナはミハイルの祖母の姉妹だった。
こうした有力な背景はあったが新ツァーリのミハイルには反対勢力も多かった。マリナ・ムニシュフヴナはなおも息子イヴァンをツァーリの地位につけようと動き、南東部のコサックの支持を得るために動いていた（1614年に拠点のアストラハンから追い出され、後に捕まり獄死した）。有力なボヤーレは権力争いに奔走し、ミハイルをツァーリの地位から引き下ろそうと画策した。北西部のノヴゴロドを占領するスウェーデンも武力介入（イングリア戦争）を続けており、ノヴゴロドでツァーリに選出されたカール・フィリップ公を名目だけでなく実質的なツァーリにしようと動いたが、ポーランド王子ヴワディスワフほどの支持も得られず、1617年にストルボヴァの和約を結び、ノヴゴロドを放棄する代わりにイングリアなどを割譲させて大動乱から手を引いた。
両国とも内乱が続く間、小さな武装勢力も盛んに活動していた。ポーランドの傭兵集団リソフチツィは1612年時点ではスモレンスクの守備を行い、正規軍が連盟を組んで反乱を行っていた間はロシアの侵入からポーランドを守っていた。しかし1615年、指導者のアレクサンデル・リソフスキはならず者たちを集めて六つの部隊を編成しロシアに侵入した。彼はブリャンスクを攻囲し、ユーリ・シャホフスコイ公の率いる救援軍をカラチェフ付近で破った。彼はドミトリー・ポジャルスキー率いる大軍の前衛を何度も破ったが、ポジャルスキーは攻撃のかわりに防御に移り、陣を固めた。
リソフスキはベリョフ、リフビン（現在のチェカリン）を焼き、ペレミシリを落とし、北へ転じてルジェフでロシア軍を破り、さらに北のカシンへ進んでトルジョークを焼き、ロシア軍による攻撃を受けないまま大量の略奪品を持ってポーランドに帰った。リソフスキと彼の軍は1616年秋までロシア国境に残っていた。リソフスキは同年10月11日に突然病没したが、彼の軍リソフチツィはなおもロシアにとって脅威であった。1616年にはクルスクを奪い、ロシア軍をボルホフで破っている。

### 戦いの最終段階

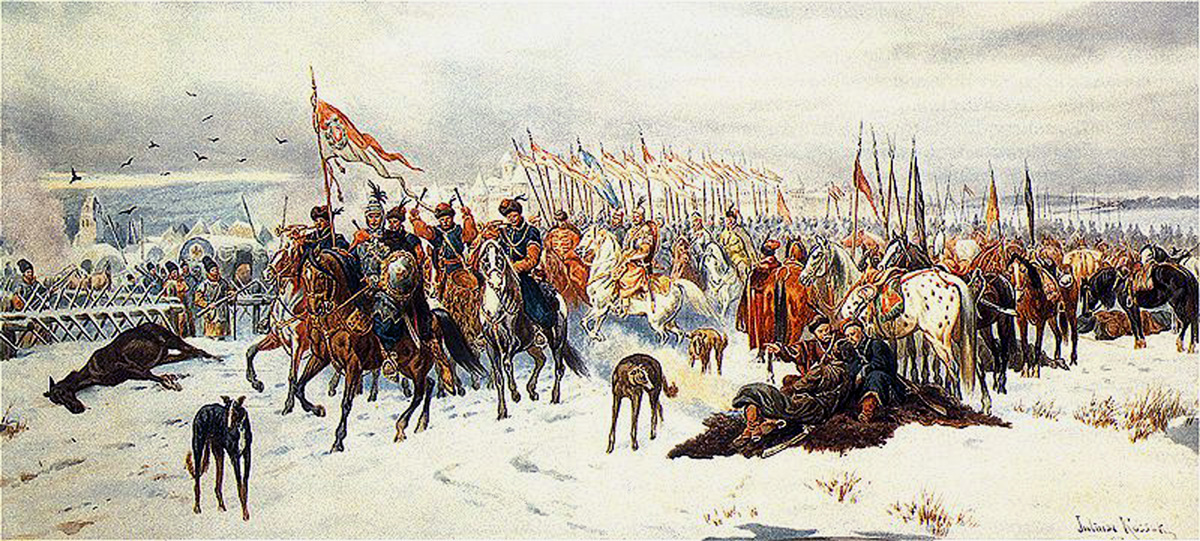
ポーランド軍のスモレンスク救援、ユリウス・コサク

ポーランド・リトアニア共和国のセイムは、最終的には大規模な軍事作戦のための資金調達に賛成の票を投じた。ジグムント3世とヴワディスワフはロシアのツァーリの位を得るために1617年4月6日、最後の戦いを起こした。ヴワディスワフは名目上の指揮官であり、全軍の指揮はヘーチマンのホドキェヴィチが行っていた。10月、ドロゴブージとヴャジマの町は陥落しヴワディスワフをツァーリと認めた。しかしヴャジマからモジャイスクの間で攻勢をかけるロシア軍に大敗を喫し、反撃して勝利しモスクワへ進むというホドキェヴィチの計画は失敗した。
ヴワディスワフにはモスクワへ進む十分な軍がなく、さらに以前はロシア人にあったポーランド人を支援する心情が今回は完全に失われていた。ヴワディスワフの侵入に対し、スモレンスク市民は街を占領しているポーランド軍に対する反乱を起こし、ポーランド軍は何とか退路を確保しようと戦った。ロシア軍はスモレンスク奪還のために包囲を行ったが、しかし傭兵集団リソフチツィがこの地に出現したという知らせを受けた後に撤退し、ポーランド軍は救われた。1618年、ヴワディスワフはウクライナ・コサックのペトロー・コナシェーヴィチ・サハイダーチュヌィイの軍勢の助けを借り、サハイダーチュヌィイ軍はプティーウリ、ルィーリスク、クルスク、リーヴヌィ、エレツなどを落として1618年9月20日にモスクワ付近でヴワディスワフの軍勢と合流し、9月末にはモスクワを包囲した。しかし、ヴワディスワフの傭兵軍が給料の支払いを要求して攻撃に反対したためモスクワへの総攻撃は行われることがなく、結局モスクワ包囲戦は失敗した。この後休戦のための交渉が始まり、デウリノで1618年に講和条約（デウリノの和約）が結ばれるに至った。

## 終戦とその後

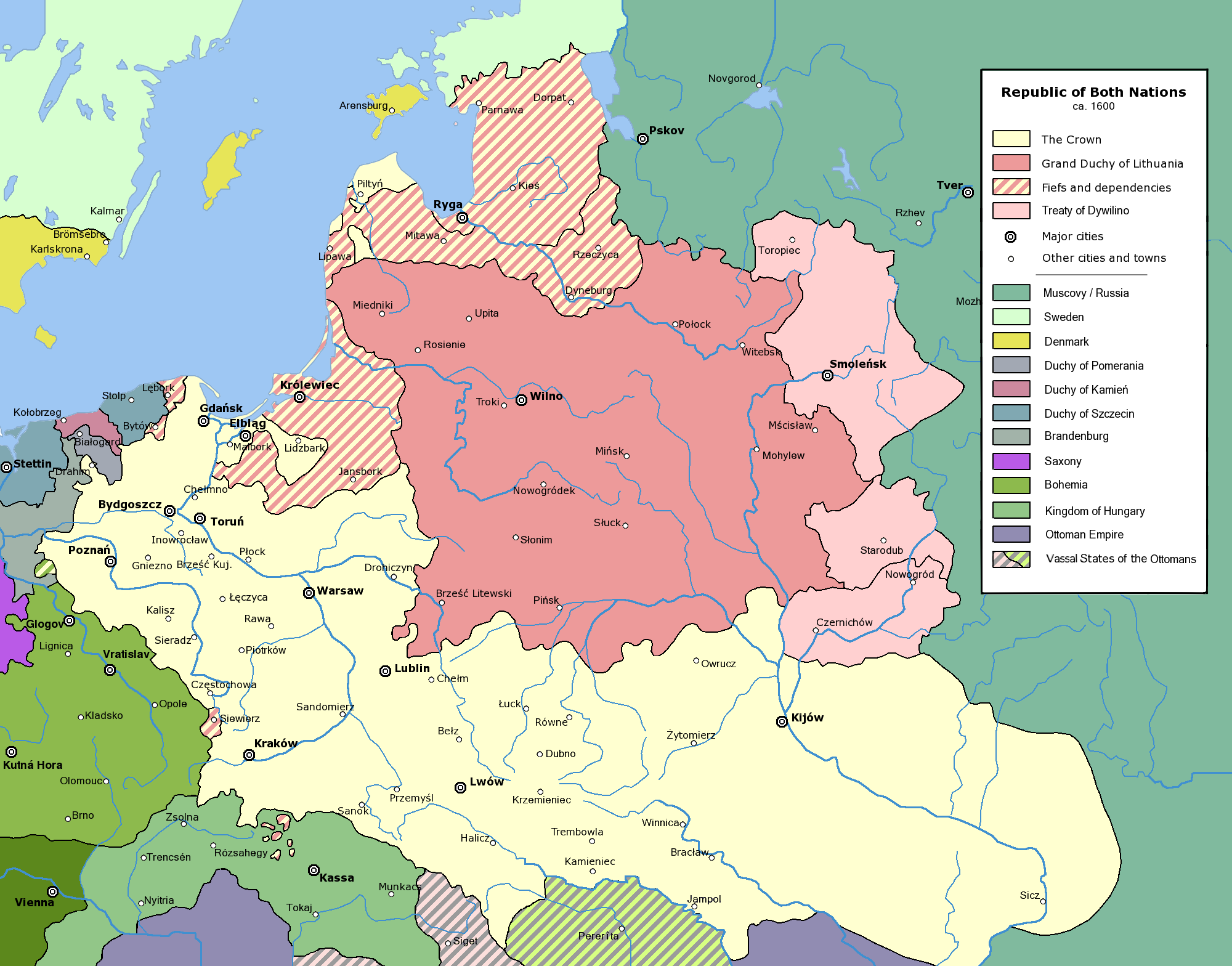
ロシア・ポーランド戦争終結時（デウリノの和約締結後）の各国領土。リトアニアは赤、ポーランドが黄色、その属国が斜線、獲得した領土がピンク。ロシアは緑、スウェーデンは薄緑

結局、ジグムント3世は自らツァーリになることも、息子ヴワディスワフの得たツァーリの地位を全うさせることもできなかったが、ポーランド・リトアニア共和国の領土を東へ拡張することはできた。交渉の結果、1618年12月11日、デウリノで休戦条約が結ばれ両国間の戦争は終結し、ポーランドの占領地のうちチェルニゴフ、ノヴゴロド・セーヴェルスキー、スモレンスクを含む一部をポーランド領とし、14年半の休戦を宣言した。ジグムント3世はすでにツァーリの主張を放棄していたが、ヴワディスワフはツァーリであることを放棄しようとしなかった。ポーランドは領土を得たものの、消耗した人命と資金と比べれば代価の高すぎる勝利であった。
1632年にデウリノの休戦の効力が切れると、両国の敵意は再び高まり、スモレンスクをめぐる戦争（スモレンスク戦争）が勃発した。この時はジグムント3世が没した後で、連合の結束は弱いとみたロシアから戦争を仕掛けた。しかしミハイル・シェイン率いるロシア軍はスモレンスクを包囲したものの奪うことはできず撤退を強いられ、1634年にポリャノフカ条約を受け入れた。ロシアは2万ルーブルを連合に支払わざるをえなかったものの、ポーランド王に即位していたヴワディスワフ（ヴワディスワフ4世）は自分が全ロシアのツァーリであるとの主張を放棄し、ミハイル・ロマノフをロシアのツァーリとして認め、王権の象徴となるレガリアを返却した。

## 戦争の遺産

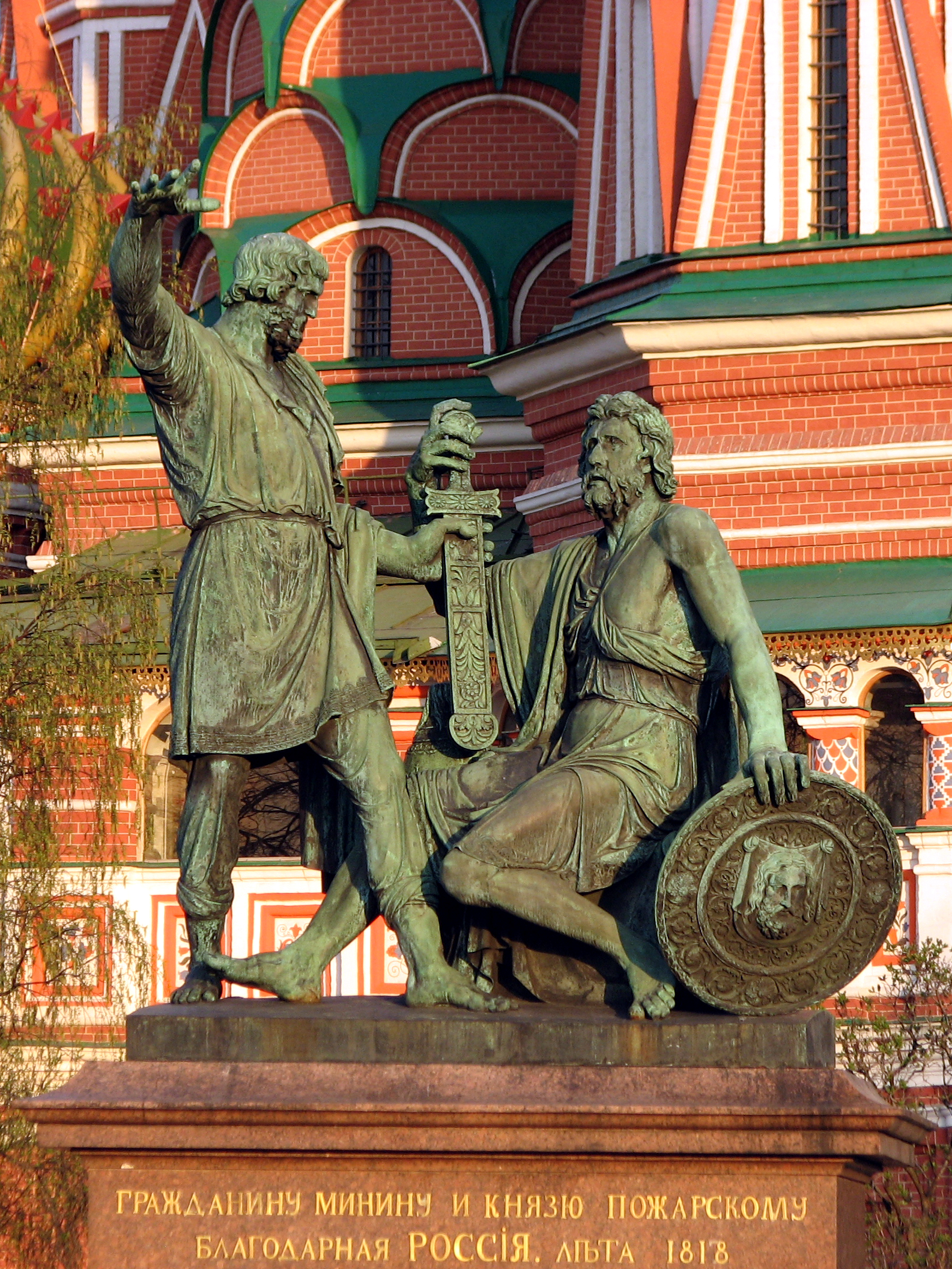
モスクワの赤の広場の聖ワシリイ大聖堂前に建つミーニンとポジャルスキーの記念碑

ロシアとポーランドの戦争、および偽ドミトリーたちの出現についての歴史は、ポーランドとロシアの将来の統治者たちや政治家たちにとって有効に使用された。この戦争を都合よく歪曲した歴史物語はロシアでもポーランドでも人気を博した。
ポーランドではこの戦役はポーランド黄金時代の絶頂期として記憶され、ナポレオンもヒトラーも攻めあぐねたモスクワを占領し統治した時をその頂点とみなす。
ロシアの新たな王朝となったロマノフ家は、勝者の書く歴史が政治の強力な道具となることをよく理解しており、ロシア人が偽ドミトリーたちを作り出す上で果たした役割、ポーランドやスウェーデンと保身のために結んだ協力関係、スタニスワフ・ジュウキェフスキが首班として率いるポーランド議会（共和国セイム）が提唱しモスクワのボヤーレたちの大半も賛同していたリベラルな三カ国連合＝ポーランド・リトアニア・モスクワ連合に抵抗したことなどは慎重に伏せられた。（この三カ国連合構想自体は、1654年に再発した戦争で再び浮かび上がることになる。この場合は、ロマノフ家が専制的に三カ国の頂点に君臨するというものだが）
後世のロシアの歴史家は、「ロシア正教の文化を破壊するため野蛮な侵略を行ったポーランドとイエズス会の同盟に対し、この時代のロシア人たちがロシアを守るため英雄的に立ち上がったのだ」という文脈を用いて称賛した。アレクサンドル・プーシキンの戯曲『ボリス・ゴドゥノフ』、モデスト・ムソルグスキーの歌劇『ボリス・ゴドゥノフ』などはこの歴史観に沿っている。一方、ロシア帝国の属国となっていた19世紀のポーランド立憲王国では、ヤン・マテイコら多くの画家が、ポーランドがロシアと対等に戦い、しかも圧倒していた時代を描くべく、この戦争を舞台にした歴史画を数多く描いた。ロシア革命後の共産主義者政府でもこの戦争はプロパガンダとして使われ、特にポーランドが革命に干渉したポーランド・ソビエト戦争の際には大々的に使用された。戦間期ポーランドの政治家ユゼフ・ピウスツキもこの戦争を開かれた自由主義国家ポーランドと暗愚な専制主義国家ロシアの戦いとして、新生ポーランドにおける宣伝に用いた。
ソビエト連邦の崩壊後のロシアでは、2005年、秋の唯一の祝日だったロシア革命記念日（11月7日）を廃止し、ロシア革命後に廃止されていた「ポーランド侵略軍からのモスクワ解放の記念日」（11月4日）を「国民統一の日」の名称で復活させている。これはモスクワ解放と大動乱の終結、侵略軍の撃退に至る国民の蜂起を記念したものであり、ツァーリがおらず総主教も権力を持たない現在のロシアを統合し守護するための手段となっている。2007年にはロシアで歴史ファンタジー大作映画『1612』が公開され、ロシア人の愛国心に訴えた。これは、中世ロシアの古い秩序に代わって、近代から現代につづくロシア国家秩序とその思想がこの戦争により誕生したことを示している。

### 英語版記事
- Norman Davies, God's Playground, ISBN 0231053533 and ISBN 0231053517 (two volumes, parts available for free on Google Print).
- Andrzej Nowak, Polacy na Kremlu, Tygodnik "Wprost", Nr 1182 (31 lipca 2005), （ポーランド語）, accessed on 29 July 2005
- Paweł Jasienica, Rzeczpospolita Obojga Narodów, ISBN 8306010930.
- Jerzy Malec, Szkice z dziejów federalizmu i myśli federalistycznej w czasach nowożytnych, Wydawnictwo UJ, 1999, ISBN 8323312788
- Chester S. L. Dunning, Russia's first civil war: The Time of Troubles and the founding of the Romanov dynasty, Pennsylvania State University Press, 2001, ISBN 0271020741 (parts available for free on Google Print)
- Henryk Wisner, Król i car: Rzeczpospolita i Moskwa w XVI i XVII wieku (King and tsar: Republic and Moscow in 16th and 17th centuries), Książka i Wiedza, Warszawa, 1995, ISBN 8305127761
- Robert Szcześniak, Kłuszyn 1610, Bellona Dom Wydawniczy, 2004 ISBN 8311097852
- Tomasz Bohun, Moskwa 1612, Bellona Dom Wydawniczy, 2005, ISBN 8311100853
- Moskwa w rękach Polaków. Pamiętniki dowódców i oficerów garnizonu w Moskwie (Moscow in Polish hands. Memoires of commanders and officers of the Moscow garrison). Platan, 2005, ISBN 8389711508